# Rothenburg ob der Tauber

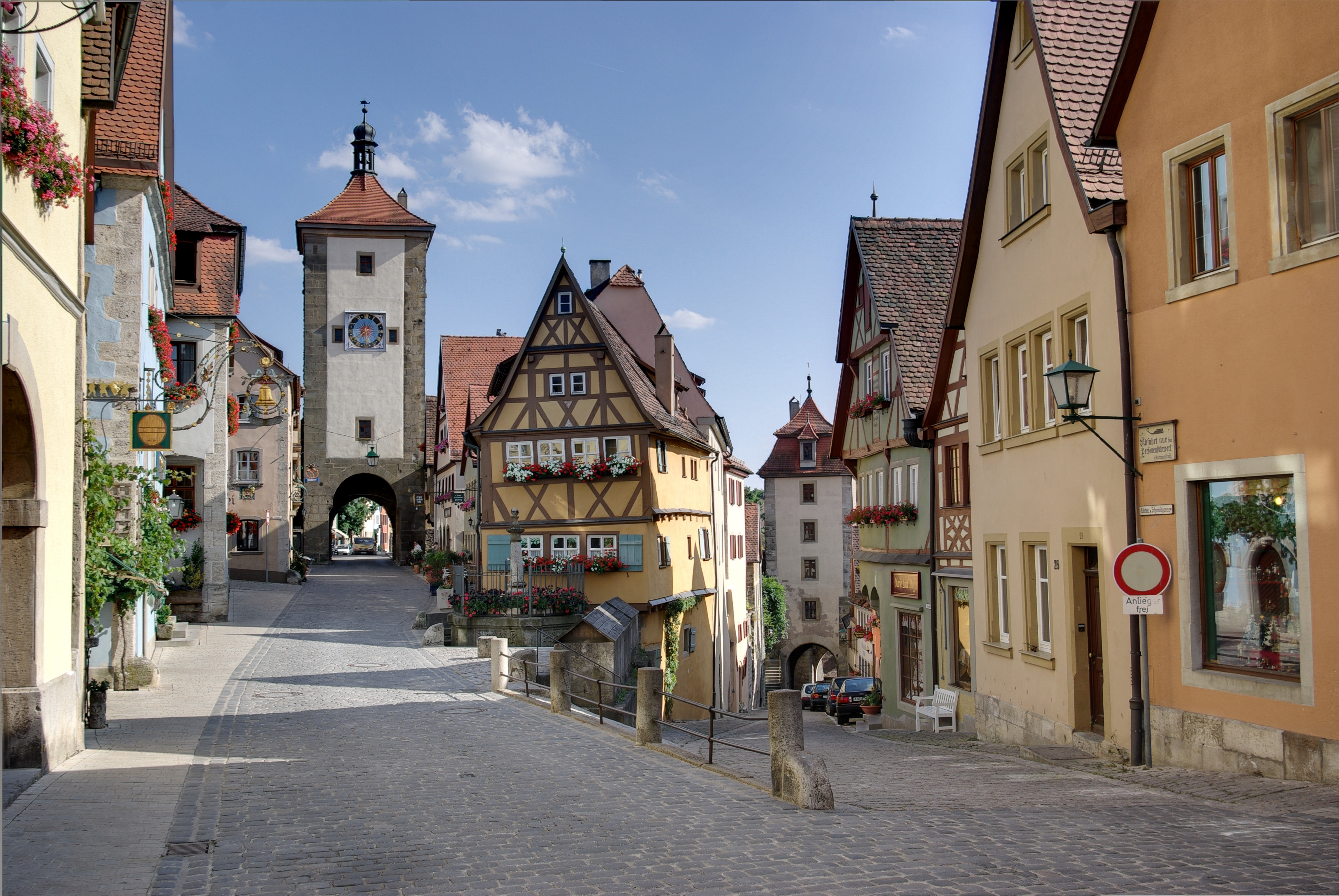
Das Plönlein mit dem Sieberstor (links) und dem Kobolzeller Tor (rechts), 2008

Rothenburg ob der Tauber (ⓘ) ist eine Große Kreisstadt im mittelfränkischen Landkreis Ansbach in Bayern, die an der Grenze zu Baden-Württemberg liegt. Sie ist Teil der Metropolregion Nürnberg.
Mit der weitgehend erhaltenen mittelalterlichen Altstadt ist die Große Kreisstadt Rothenburg eine weltbekannte Sehenswürdigkeit mit vielen Baudenkmälern und Kulturgütern. Herausragend an der Altstadt ist, dass sie sehr ursprünglich wirkt, da trotz der Kriegszerstörungen von 1945 und des schlichten, unauffälligen Wiederaufbaus praktisch keine modernistischen Brüche erkennbar sind. Der historische Stadtkern ist von einer begehbaren Stadtbefestigung umgeben und in die weitgehend unverbaute Landschaft des Flusstals der Tauber eingebettet. Es wird seit Jahrzehnten versucht, diese Ursprünglichkeit weitestgehend zu erhalten. Zudem ist Rothenburg für mehrere Museen bekannt, etwa das Kriminalmuseum, das RothenburgMuseum (bis 2019 Reichsstadtmuseum), das Handwerkerhaus und das Weihnachtsmuseum von Käthe Wohlfahrt. Zu den überregional bekannten Veranstaltungen gehören der Meistertrunk (Kulturerbe auf bayerischer seit 2014 und auf bundesweiter Liste seit 2016), die Reichsstadttage, der Weihnachtsmarkt und das Taubertal-Festival.
Von 1274 bis 1803 war Rothenburg eine Reichsstadt. Nach dem Dreißigjährigen Krieg verlor die Stadt an Bedeutung. Sie blieb zwar das Zentrum eines ausgedehnten Landgebiets und ein kultureller Mittelpunkt, entwickelte sich aber nur allmählich weiter, wodurch das alte Stadtbild überwiegend erhalten blieb. Im 19. Jahrhundert „versteinerte“ die Stadt nicht zuletzt wegen ihrer Grenzlage zu Württemberg. Ansätze zur Industrialisierung waren vorhanden, aber ein Eisenbahnanschluss fehlte bis 1881. Rothenburg galt bereits vor dem Zweiten Weltkrieg als bedeutender Zielort des Tourismus in Deutschland. Nach Zerstörungen im Zweiten Weltkrieg wurden durch ein geschicktes, einmaliges Konzept des Wiederaufbaues der 1950er und 1960er Jahre die erhaltene Bausubstanz in der teils zerstörten östlichen Altstadt bewahrt und man erfüllte damit sowohl die Ansprüche des Denkmalschutzes wie auch des modernen Wohnens. Von den 1885 etwa 950 vorhandenen Gebäuden innerhalb der Stadtmauern überstanden 592 den Krieg ohne Schäden und 52 mit teilweise erfolgter Zerstörung. Ein Besucher wird die nach 1945 entstandenen Gebäude, welche die erhaltene Bausubstanz mit einbezogen haben, erst auf den zweiten Blick erkennen, obwohl sie keineswegs romantisierend-kitschig wirken. Ab 1950 wurde die Stadt zu einem der Höhepunkte an der Romantischen Straße, der ersten Ferienstraße Deutschlands. Bis 1972 war sie kreisfrei und Sitz des gleichnamigen Landkreises. Stadt und Landkreis kamen dann zum Landkreis Ansbach und Rothenburg wurde zur Großen Kreisstadt mit gewissen Selbstverwaltungsrechten erhoben.

## Geographie

### Geographische Lage

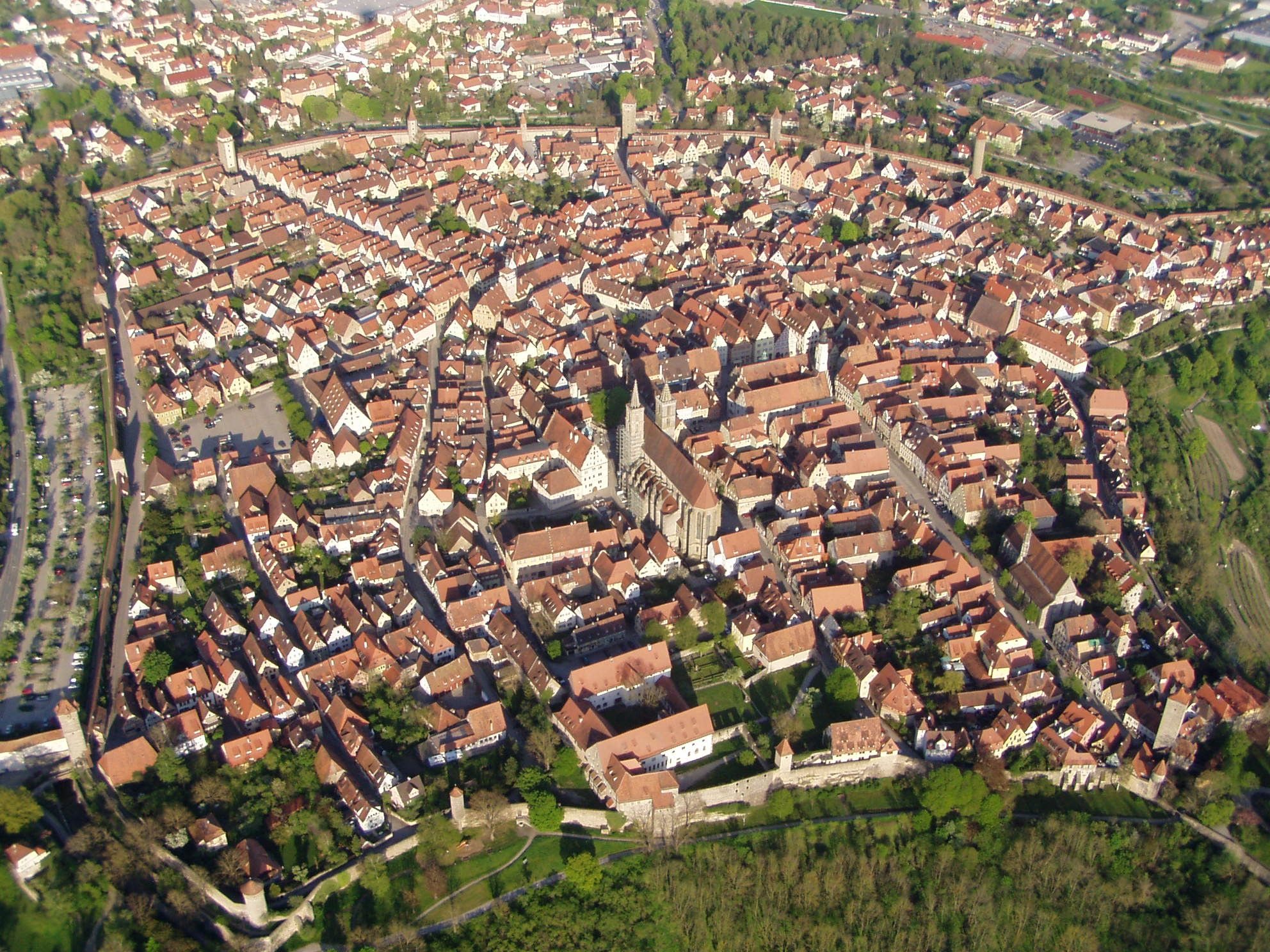
Luftbild der Altstadt von Rothenburg, 2005

Rothenburg ob der Tauber liegt etwa 80 km westlich von Nürnberg am Fluss Tauber und am Rand des Naturparks Frankenhöhe. In geologischer und geomorphologischer Hinsicht befindet sich der Trauf der Frankenhöhe östlich der Stadt.

### Nachbargemeinden

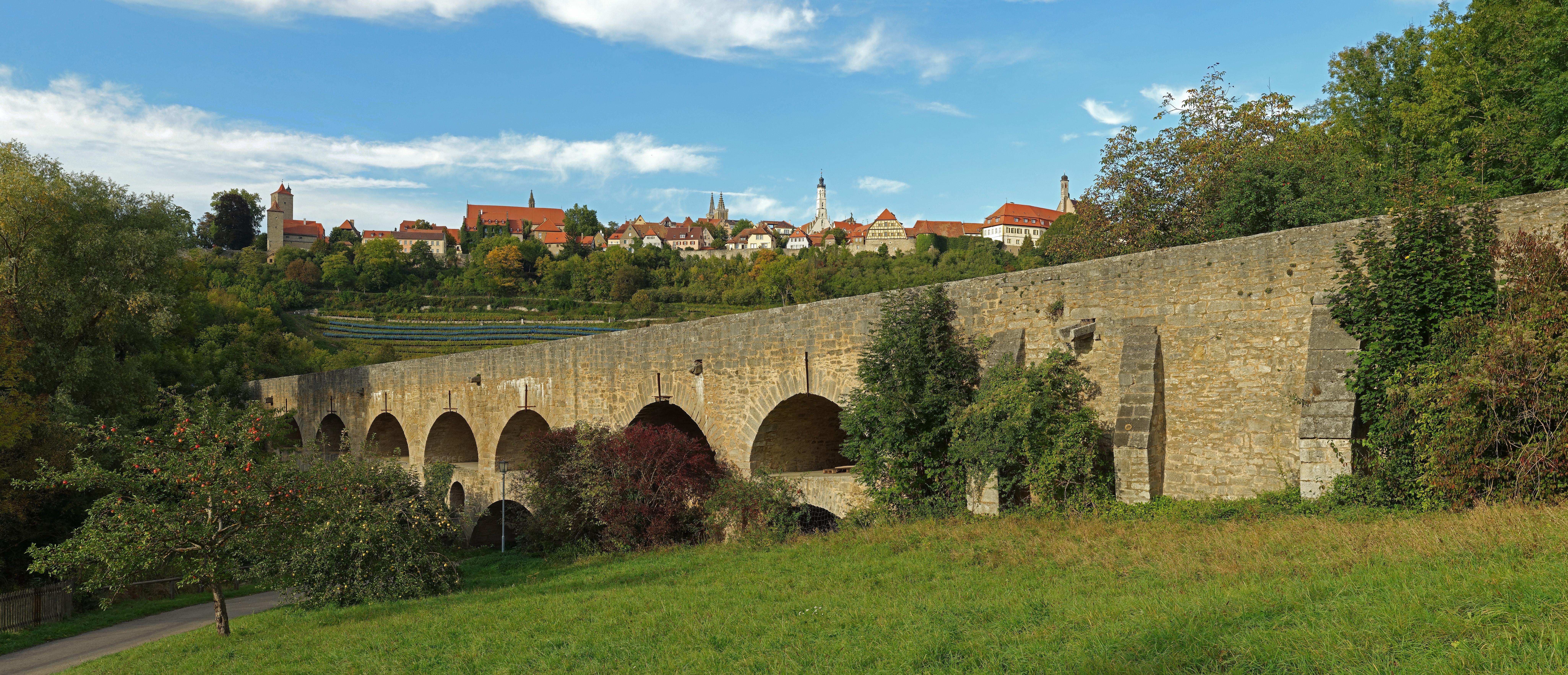
Tauberbrücke Rothenburg ob der Tauber

Die Nachbargemeinden sind (im Uhrzeigersinn, im Norden beginnend):
- Steinsfeld
- Neusitz
- Gebsattel
- Insingen
- Rot am See (Baden-Württemberg)
- Blaufelden (Baden-Württemberg)
- Schrozberg (Baden-Württemberg)
- Creglingen (Baden-Württemberg)

### Gemeindegliederung
Die Gemeinde Rothenburg ob der Tauber hat 39 Gemeindeteile (in Klammern ist der Siedlungstyp angegeben):
- Bettenfeld (Pfarrdorf)
- Bronnenmühle (Einöde)
- Brundorf (Weiler)
- Burgstall (Gut)
- Detwang (Kirchdorf)
- Dürrenhof (Einöde)
- Fuchsmühle (Einöde)
- Haltenmühle (Einöde)
- Hammerschmiede (Einöde)
- Hansrödermühle
- Hemmendorf (Weiler)
- Herrenmühle (Einöde)
- Herrnwinden
- Hohbach (Gut)
- Hollermühle (Einöde)
- Kaiserstuhl
- Langenmühle (Einöde)
- Leuzenbronn (Pfarrdorf)
- Ludlesmühle
- Lukasrödermühle (Einöde)
- Mittelmühle
- Obere Walkmühle (Einöde)
- Obermühle (Einöde)
- Reusch (Weiler)
- Rothenburg (Hauptort)
- Sankt Leonhard (Einöde)
- Schandhof (Einöde)
- Schlößlein
- Schmelzmühle (Einöde)
- Schnepfendorf (Weiler)
- Schwarzenmühle (Einöde)
- Siechenmühle (Einöde)
- Steinbach (Weiler)
- Steinmühle (Einöde)
- Untere Walkmühle
- Vorbach (Weiler)
- Weißenmühle (Einöde)
- Wildbad (Einöde)
- Ziegelhütte (Einöde)

Es gibt auf dem Gemeindegebiet die Gemarkungen Bettenfeld, Leuzenbronn und Rothenburg ob der Tauber. Die Gemarkung Rothenburg ob der Tauber hat eine Fläche von 20,915 km² und ist in 7157 Flurstücke aufgeteilt, die eine durchschnittliche Fläche von 2922,38 m² haben. In ihr liegen neben dem namensgebenden Ort die Gemeindeteile Bronnenmühle, Detwang, Dürrenhof, Fuchsmühle, Haltenmühle, Hammerschmiede, Hansrödermühle, Herrenmühle, Hohbach, Kaiserstuhl, Langenmühle, Ludlesmühle, Lukasrödermühle, Obere Walkmühle, Sankt Leonhard, Schandhof, Schlößlein, Schmelzmühle, Schwarzenmühle, Siechenmühle, Steinbach, Steinmühle, Untere Walkmühle, Weißenmühle und Wildbad.

## Geschichte

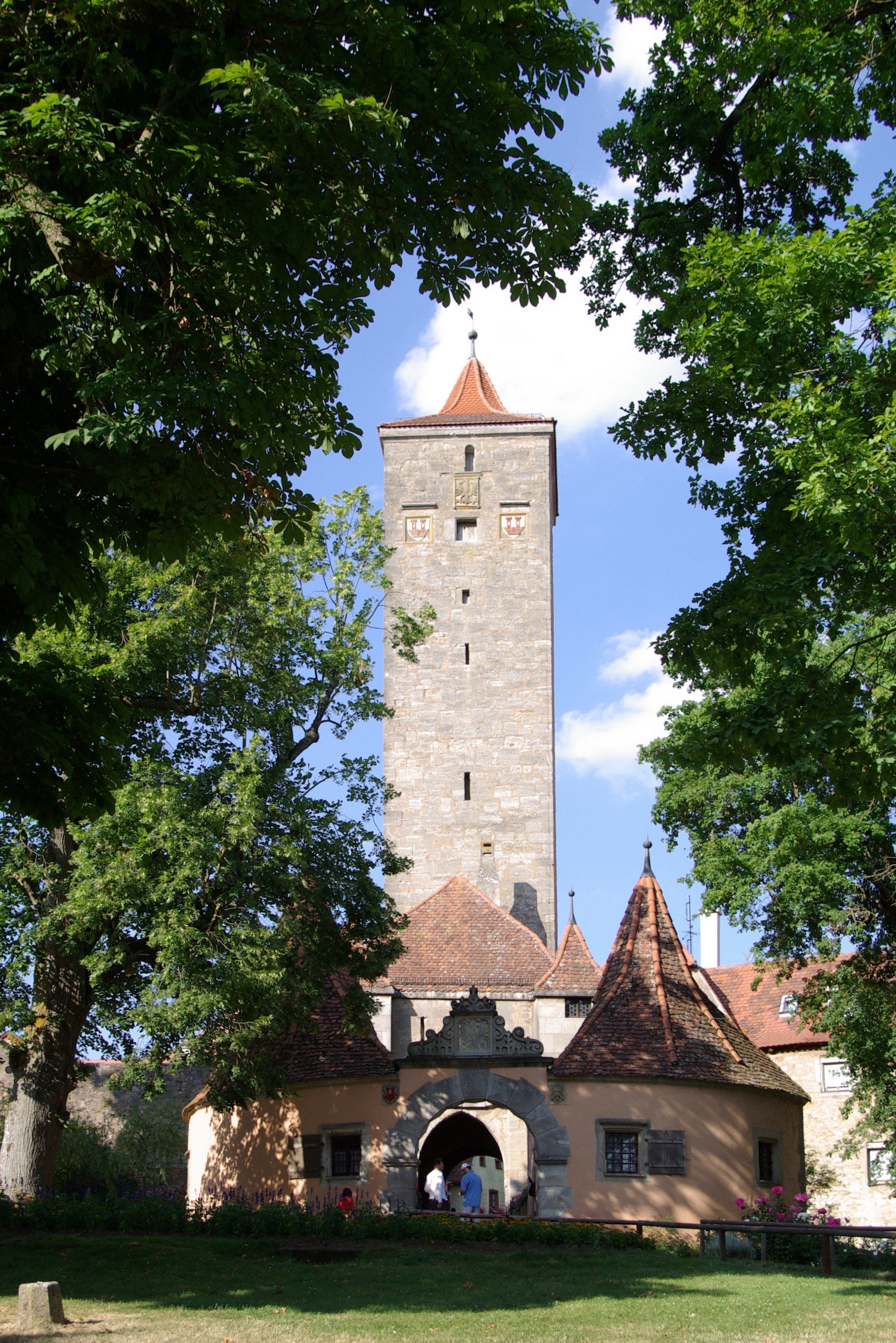
Burgtor aus dem 12. Jahrhundert, ältester und größter Torturm mit Vorbauten aus dem 16. Jahrhundert

### Bis zum 13. Jahrhundert

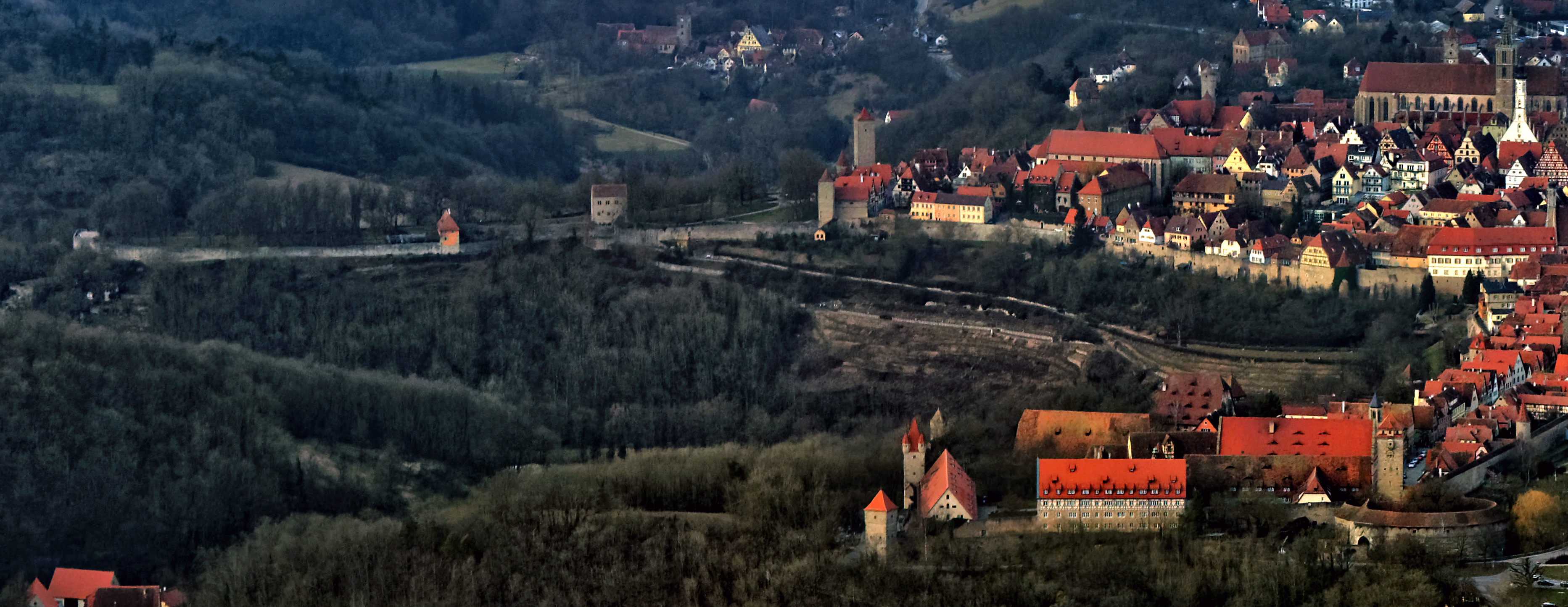
Blick von Süden auf den Burgstall Essigkrug (Vordergrund Mitte) und den Burggarten (Mittelgrund links)

Die Grafen von Comburg-Rothenburg errichteten westlich neben dem heutigen Spitalhof auf einem Bergsporn mit dem Namen Essigkrug eine inzwischen abgegangene Burg (die Comburg liegt bei Schwäbisch Hall; die dortigen Grafen waren im 11. und frühen 12. Jahrhundert sehr einflussreich). Die erste Erwähnung eines Grafen von Rothenburg findet im 11. Jahrhundert statt. Ältere Überlieferungen sind sagenhaft und falsch. Graf Heinrich von Rothenburg, das letzte Mitglied dieser im Jahre 1116 ausgestorbenen Adelsfamilie, vermachte die Burg dem von seiner Familie gegründeten Kloster Comburg.
König Konrad III. erwarb 1142 von den Neumünster-Kanonikern in Würzburg die Ortschaft Detwang, zu welcher der nordwestlich der heutigen Stadt gelegene Bergsporn gehörte, und errichtete auf der Fläche des heutigen Burggartens die Burg Rothenburg. Für 1150 ist ein Aufenthalt Konrads in Rothenburg nachgewiesen. Neben dieser Burg oberhalb der Tauber entstand eine Siedlung, aus deren geographischer Lage sich der Namenszusatz ob der Tauber ableitet. Die Burg wurde möglicherweise durch ein Erdbeben um 1356 zerstört oder zumindest beschädigt. In der historischen Forschung herrscht diesbezüglich keine Einigkeit.
Ende des 12. Jahrhunderts entwickelte sich aus der Siedlung neben der Burg langsam eine Stadt. Im Jahr 1172 erhielt sie Stadtrechte von Kaiser Friedrich I. Barbarossa. Er schuf mit weiteren Stadtgründungen wie Dinkelsbühl an der Ostgrenze seines Herzogtums Schwaben eine von Nord nach Süd reichende Städtereihe, welche das Herzogtum gegen das Eindringen von Feinden absicherte. Sofort nach der Stadterhebung begann der Bau der ersten Stadtmauer. Von diesem ersten Befestigungsring sind noch zwei Türme erhalten und zwar der Markusturm mit dem Röderbogen und der Weiße Turm etwas weiter nördlich. Rothenburg hatte schon einen Marktplatz, eine Kirche, ein Dominikanerinnen- und ein Franziskanerkloster. Bereits im Jahr 1204 wurde eine Stadterweiterung notwendig und die Bürger begannen mit dem Bau eines neuen Befestigungsringes, der bis heute existiert. Es entstanden unter anderem das Kobolzeller Tor, der Siebersturm, das Rödertor mit dem Röderturm und das Würzburger Tor. Die bebaubare Fläche vergrößerte sich um das Dreifache. Der Umfang der Wehrmauer verlängerte sich von 1.400 auf 2.400 Meter. Am Anfang des 14. Jahrhunderts wurde auch noch das Spitalsviertel im Süden in das Stadtgebiet einbezogen. Der Umfang der Stadtmauer wuchs dadurch von 2.400 auf 3.360 Meter.
Ministerialen und ehemalige Burgmannen der Stauferburg bildeten das Patriziat. Nur diese Gruppe war ursprünglich ratsfähig. Sie hatten ihre Häuser in der inneren Stadt in der Nähe des Marktplatzes, zum Beispiel in der Herrengasse. Handwerker lebten vor allem in den äußeren Stadtbezirken jenseits der ersten Stadtmauer.
Seit dem 13. Jahrhundert hatte der Deutsche Orden eine Niederlassung, die Kommende Rothenburg. An der Stelle der heutigen Jakobskirche stand bereits im 13. Jahrhundert eine kleinere Kirche.

### Reichsstadt
Die Erhebung von Rothenburg zur Freien Reichsstadt erfolgte am 15. Mai 1274 durch König Rudolf von Habsburg.
Im Hochmittelalter wurde Rothenburg zu einer bedeutenden Handelsstadt. Seine Kaufleute waren unter anderem in Italien und Prag aktiv. Außerdem setzte eine große Wallfahrt zur Heiligblut-Reliquie ein. Mit 5.000 bis 6.000 Einwohnern war Rothenburg eine der größeren Städte im Heiligen Römischen Reich deutscher Nation. Davon waren etwa 10 %, also 500 Menschen, Juden (siehe unten).
Die Blüte der Stadt im 15. Jahrhundert ermöglichte die Errichtung größerer Bauwerke. Die St. Jakobskirche ist die größte Kirche Rothenburgs. Die gotische Basilika entstand zwischen 1311 und 1484. Zunächst war der Deutsche Orden Auftraggeber des Baues, aber im Laufe der Zeit wurde er vor allem von den Bürgern der Stadt finanziert. Der ältere Teil des Rathauses stammt aus dem 13. Jahrhundert. Der 1505 abgebrannte vordere Teil war etwas jünger, wurde aber ebenfalls noch im Stil der Gotik errichtet. An seiner Stelle entstand zwischen 1572 und 1578 ein Trakt im Stil der Renaissance, der bis heute existiert.
Prominenteste Figur des Mittelalters war Heinrich Toppler (ca. 1340–1408), der – natürlich im Zusammenspiel mit seinen Kollegen aus dem städtischen Patriziat – mit seiner energischen Politik und seinen Landkäufen das Schicksal der Stadt weit über seinen umstrittenen Tod hinaus beeinflusst hat. Es wurde ein Städtebund mit Ulm, Nördlingen und Dinkelsbühl geschlossen. Toppler wurde 1408 offenbar nach einer Intrige hingerichtet.
Im 15. Jahrhundert war Rothenburg in zahlreiche Fehden mit umliegenden Rittern und anderen Städten verwickelt. Das Stadtarchiv verwahrt noch über 300 Fehdebriefe. In den Jahren 1406 und 1408 erfolgten Angriffe durch Neustädter. Erst im Jahr 1450 konnten nach langen Verhandlungen diese Fehden beigelegt werden.
Im Jahr 1455 kam es zu einem Aufstand der Handwerker. Die Ratsherren wurden für einige Zeit in das Rathausverlies geworfen und es wurden 12 Zünfte gebildet, die nun ebenfalls im Rat vertreten waren. Das Patriziat konnte jedoch nach einigen Jahren seinen verlorenen Einfluss wiedergewinnen.
Im Jahre 1474 logierte der König von Dänemark, Norwegen und Schweden Christian I. eine Woche lang in einem Gasthaus am Markt (heute:  Ratsstube).
Die jüdische Gemeinde Rothenburgs gehörte zu den damals in den deutschen Städten üblichen, keineswegs zu den ältesten in Deutschland, da Rothenburg eine eher jüngere, höchstens mittelalte Stadt war. Aus ihr ging der Rabbi Meir von Rothenburg (um 1220–1293) hervor. Während des Rintfleisch-Pogroms von 1298 wurde nahezu die ganze Gemeinde, ca. 450 Menschen, ermordet. Bald schon siedelten sich wieder Juden in der Stadt an. Die neu entstandene Gemeinde fiel im Pestjahr 1349 erneut einem Pogrom zum Opfer. Danach siedelten sich wieder Juden in Rothenburg an. Im Jahre 1520 erwirkte der Stadtprediger Johannes Teuschlein ihre endgültige Vertreibung. Das Vermögen der Gemeinde wurde eingezogen. Die Synagoge auf dem Kapellenplatz wurde umgewandelt in eine Kapelle „zur Reinen Maria“, die Anfang des 19. Jahrhunderts abgebrochen wurde. Erst im 19. Jahrhundert konnten sich abermals Juden in Rothenburg ansiedeln.
Um 1400 entstand am heutigen Brudergäßchen ein kleines Terziarenkloster. Das Kloster bestand bis 1541 und wurde 1579 abgebrochen. Von 1500 bis 1806 lag die Stadt im Fränkischen Reichskreis.
Bereits 1522 gab es einige Anhänger der Reformation in der Bürgerschaft und im Rat. In den Jahren 1524 und 25 wirkte der Reformator Andreas Bodenstein genannt Karlstadt in der Stadt. Während des Großen Deutschen Bauernkrieges 1525 verbündete sich Rothenburg mit den rebellierenden Bauern unter Florian Geyer. Nach dem Sieg über die Bauern hielt Markgraf Kasimir von Brandenburg-Kulmbach auf dem Marktplatz von Rothenburg ein Blutgericht ab und ließ 17 Anführer öffentlich enthaupten. Die Stadt musste zudem eine hohe Kriegskontribution zahlen. Die Heilige Messe wurde wieder eingeführt. Der Katholische Glaube triumphierte für einige Zeit erneut.
Der Rat beschloss 1544, in Rothenburg die Reformation erneut einzuführen und holte Thomas Venatorius als Prediger in die Stadt, der am 23. März 1544 die erste evangelische Predigt in Rothenburg las. Der Deutsche und der Johanniterorden blieben katholisch, ihre Kirchen St. Jakob und St. Johannis mussten sie abgeben. Bürgermeister und Rat zu Rothenburg auf der Tauber unterzeichneten 1579 die lutherische Konkordienformel von 1577.

### Dreißigjähriger Krieg
Der Dreißigjährige Krieg stellte für Rothenburg von Beginn an ein Problem dar. Als evangelische Reichsstadt war sie dem katholischen Kaiser Ferdinand II. zur Treue verpflichtet, auf der anderen Seite sympathisierte sie mit der evangelischen Seite. König Gustav Adolf von Schweden schlug im September 1631 in der Schlacht bei Breitenfeld die kaiserlichen Truppen, drängte weiter nach Süden und besetzte Mitte Oktober Würzburg. Der katholische Feldherr General Graf von Tilly versuchte, in Franken eine neue Verteidigungslinie aufzubauen. So geriet das militärisch und politisch eigentlich unbedeutende Rothenburg zwischen die Fronten.
Anfang Oktober 1631 befanden sich 800 Mann der kaiserlichen Truppen in der Stadt. Am 7. Oktober wurde in der Nähe Rothenburgs ein kaiserlicher Truppenverband des Kriegskommissars Alessandro Massoni von schwedischen Truppen vernichtend geschlagen. Am 8. Oktober ergab sich die kaiserliche Besatzung Rothenburgs den schwedischen Truppen ohne Belagerung der Stadt. Teile der kaiserlichen Truppen meuterten und schlossen sich den Schweden an, der Rest durfte frei abziehen. Die Schweden besetzten daraufhin Rothenburg. Zwei Wochen später erreichte Tilly mit der Hauptmacht des kaiserlichen Heeres die Gegend. Am 27. Oktober wurde der Rat Rothenburgs von der kaiserlichen Armee aufgefordert Übergabeverhandlungen einzuleiten. Da er sich weigerte, schlossen am 29. Oktober die kaiserlichen Truppen einen Belagerungsring um die Stadt. Die Bürger bereiteten sich darauf vor, die Stadt zusammen mit der schwedischen Besatzung zu verteidigen; wahrscheinlich bestand die Hoffnung auf Entsatz durch die Schweden von Würzburg aus. Am 30. Oktober begann der Beschuss der Stadt, insbesondere von Norden zwischen Klingen- und Galgentor. Die Verteidiger brachten den Angreifern schwere Verluste bei (etwa 300 Mann), aber als in der Klingentorbastei gelagertes Schwarzpulver eine Explosion verursachte, stellte die schwedische Besatzung den Kampf ein. Die Schweden durften nach kurzer Verhandlung abziehen.

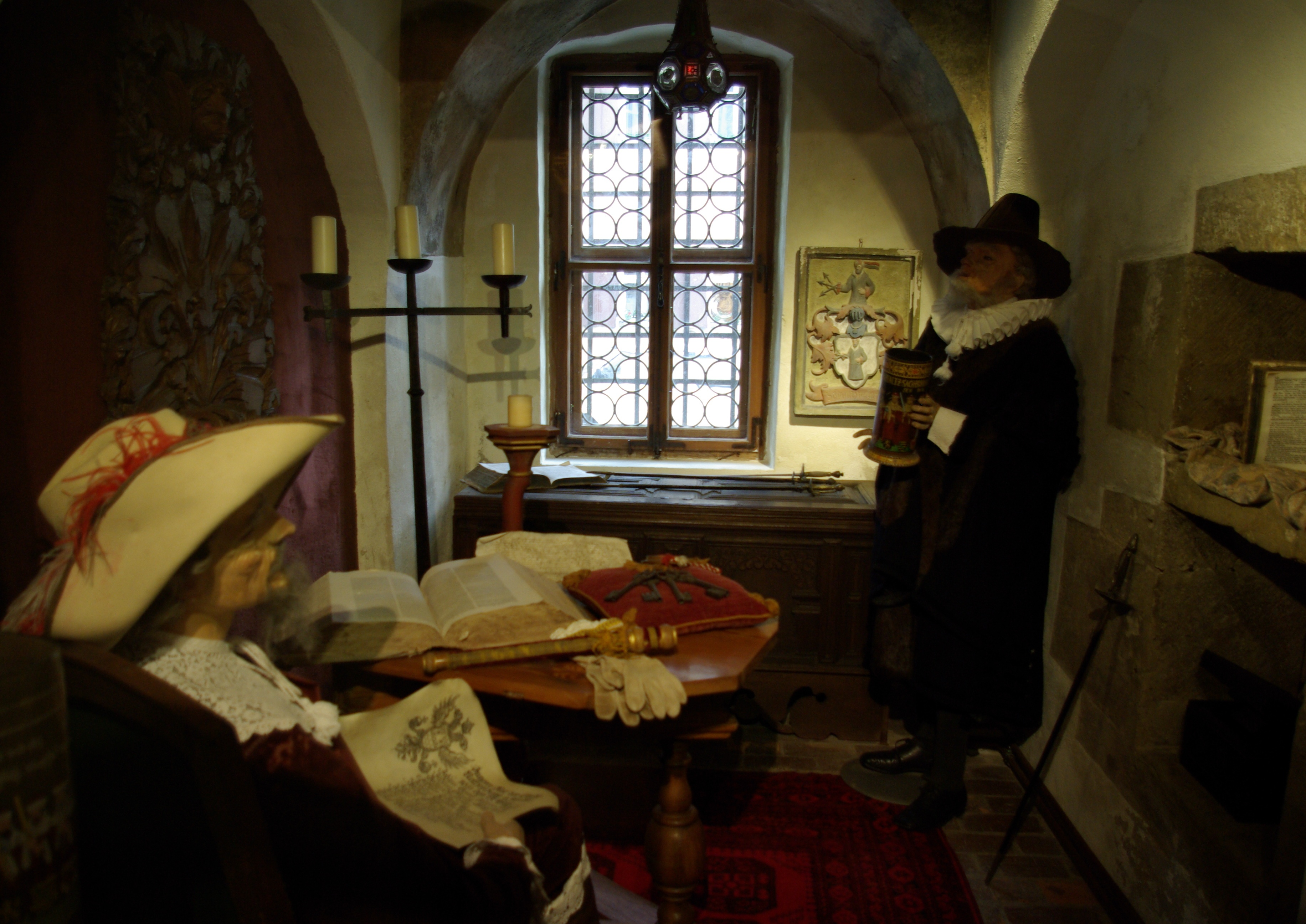
Nachbildung des „Meistertrunks“ im Historiengewölbe im Rothenburger Rathaus

Wahrscheinlich in der Nacht von 30. zum 31. Oktober wurde die Stadt zur Plünderung freigegeben. Der Stadtrat wurde festgehalten und mit dem Tode bedroht. Es gelang ihm aber wohl zu beweisen, dass die Stadt keinen Anteil an der Vernichtung der Truppen des Kriegskommissars Massoni und der Meuterei der ursprünglichen kaiserlichen Besatzung hatte. Wahrscheinlich hatte sich die Stadtbevölkerung auf dem Marktplatz versammelt und um Gnade gebeten. Es ist anzunehmen, dass Tilly die Stadt verschonte, da er nicht wollte, dass sich die Geschehnisse von Magdeburg, bei denen seine Truppen wenige Monate zuvor die Bevölkerung massakriert und die Stadt niedergebrannt hatten, wiederholten. Die Bluttat von Magdeburg erklärt aber auch die Angst, die die damaligen Rothenburger beim Nahen der Tillyschen Armee empfunden haben müssen.
Nach einer erst um 1770 entstandenen Legende soll der damalige Alt-Bürgermeister Georg Nusch auf Befehl General Tillys 3 ¼ Liter Wein auf einen Zug geleert und damit die Stadt vor der Zerstörung bewahrt haben. Aus diesem (angeblichen) Anlass findet seit 1881 jährlich das Festspiel Der Meistertrunk statt. Historiker sind sich sicher, dass es einen solchen „Meistertrunk“ nicht gegeben hat. Der Rothenburgische Chronist und Augenzeuge Sebastian Dehner beschrieb die Geschehnisse der Belagerung und Einnahme ohne den „Meistertrunk“.
Die Plünderungen wurden schließlich eingestellt, die Stadt musste eine Strafzahlung leisten und die Einquartierung der kaiserlichen Soldaten erdulden. Für die Bevölkerung bedeutete das weitere Übergriffe der Soldaten, Hunger und eingeschleppte Infektionen. Am 13. Januar 1632 verließen die kaiserlichen Truppen die Stadt.

### 18. und 19. Jahrhundert
Nach dem Dreißigjährigen Krieg versank die Stadt angeblich in eine Art Dornröschenschlaf. Die Entwicklung soll stillgestanden haben und die Stadt verlor an Bedeutung. Das kann mit ein Grund sein, warum sich die Stadt und ihre alte Bausubstanz in einem dermaßen gut erhaltenen Zustand befindet. Andererseits war Rothenburg in der zweiten Hälfte des 17. Jahrhunderts und im 18. Jahrhundert eine zwar konservative, aber geistig wie ökonomisch durchaus auf der Höhe der Zeit befindliche Reichsstadt.
Seit dem Reichsdeputationshauptschluss von 1803 ist die Stadt ein Teil des Kurfürstentums Bayern. 1804 wurde das Stadtgericht Rothenburg ob der Tauber gebildet. 1809 wurde Rothenburg zur kreisunmittelbaren Stadt erhoben und erhielt für die Verwaltung ein Polizeikommissariat.
Auf der Basis des Pariser Vertrags vom 28. Februar 1810 zwischen Frankreich und Bayern kam es zum Grenzvertrag zwischen dem Königreich Bayern und dem Königreich Württemberg vom 18. Mai 1810, in dem der Westteil des Stadtgebiets an Württemberg abgetreten wurde.
Mit dem Gemeindeedikt (frühes 19. Jahrhundert) entstand der Steuerdistrikt Rothenburg. Zu diesem gehörten Bloshaus, Bronnenmühle, Detwang, Dürrenhof, Fuchsmühle, Gypsmühle, Haltenmühle, Hammerschmiede, Hansrödermühle, Herrenmühle, Hirtenhaus, Hohbach, Kaiserstuhl, Langenmühle, Ludlesmühle, Lukasrödermühle, Obere Walkmühle, Papiermühle, Pulvermühle, Rothe Farb, Sankt Leonhard, Schandhof, Schandtauberthal, Schlößlein, Schmelzmühle, Schwabenmühle, Schwarzenmühle, Siechenmühle, Stegmühle, Steinbach, Steinmühle, Untere Walkmühle, Weißenmühle, Wildbad und Zellergut. Zugleich entstand die Munizipalgemeinde Rothenburg, die deckungsgleich mit dem Steuerdistrikt war. Die Gemeinde hatte 1964 eine Gebietsfläche von 20,967 km².
Im Jahre 1870 besuchte der damals 19-jährige Landschaftsmaler Gustav Schönleber Rothenburg, es folgte 1877 Eugen Bracht, der sichtlich beeindruckt war, ab den 1880er Jahren folgten weitere Maler insbesondere der Spätromantik, darunter Hans Thoma und Carl Spitzweg. Bald wurde die Stadt zu einem Ziel des Fremdenverkehrs. 1884 wurde erstmals außerhalb der Stadtmauer gebaut. Bereits um die Jahrhundertwende wurde Rothenburg dann ein beliebtes Tourismusziel für Engländer und Franzosen. Noch vor dem Ersten Weltkrieg trafen Ausflugsbusse mit gehobener Gesellschaft ein, die im Hotel „Eisenhut“ residierte, das noch existiert.

### 20. und 21. Jahrhundert

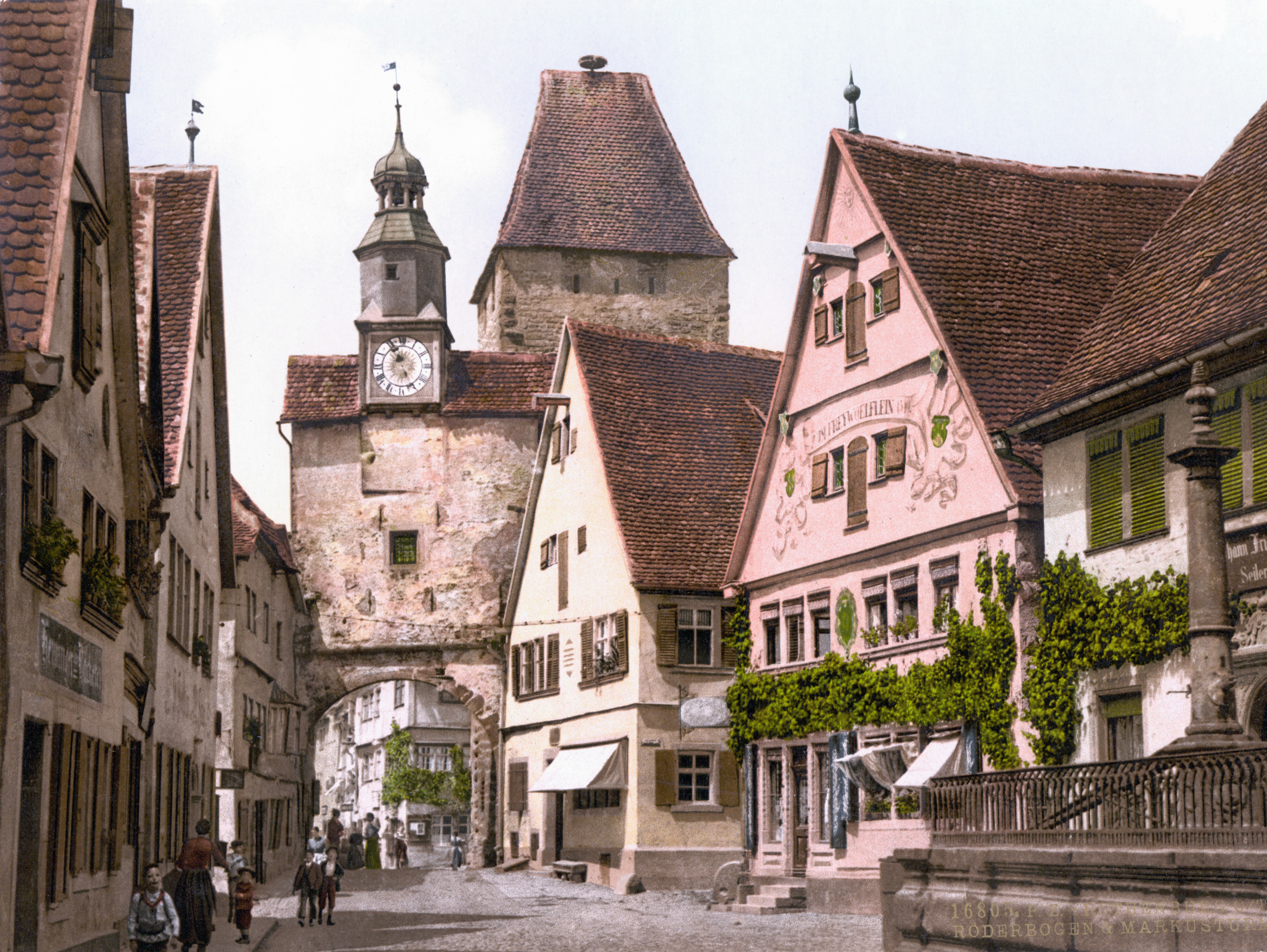
Röderbogen und Markusturm, um 1900

In der Weimarer Republik entwickelten sich Stadt und Wahlbezirk Rothenburg zu einer Hochburg der DNVP, die mehrfach Stimmenanteile von ca. 80 % erreichen konnte, und später der NSDAP, die bei den Wahlen am 5. März 1933 dort 83 Prozent der Stimmen auf sich vereinigte. Noch im selben Jahr kam es in Rothenburg zu antisemitischen Übergriffen. Im Oktober 1938, kurz vor der Reichspogromnacht, wurden die letzten 17 verbliebenen Juden vom NSDAP-Kreisleiter Steinacker aus der Stadt gewiesen, SA-Leute und Hitlerjungen führten die Vertreibung aus. Am 22. Oktober wurde das Inventar der Synagoge in der Herrngasse 21 geplündert und zerstört. In Rothenburg fand ein „Freudenfest“ anlässlich der „Befreiung von den Juden“ statt.

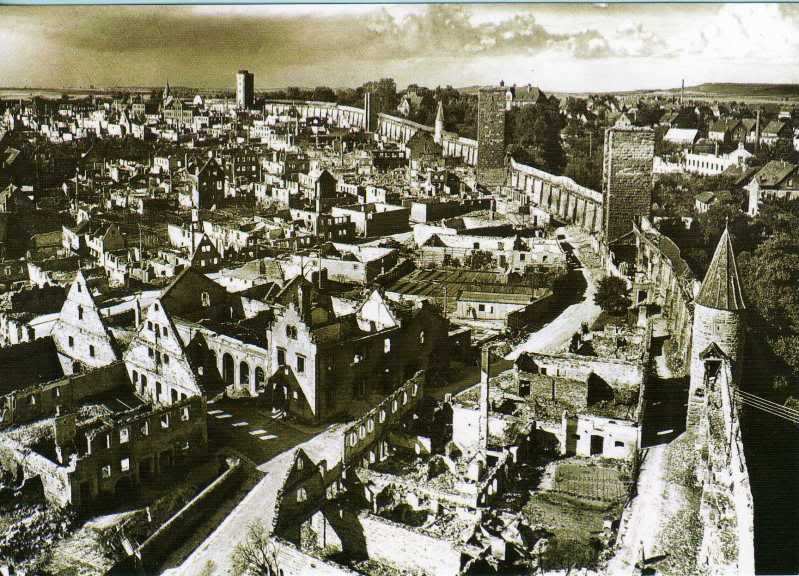
Zerstörter Teil der östlichen Altstadt mit den beim Wiederaufbau verwendeten Außenmauern, 1945

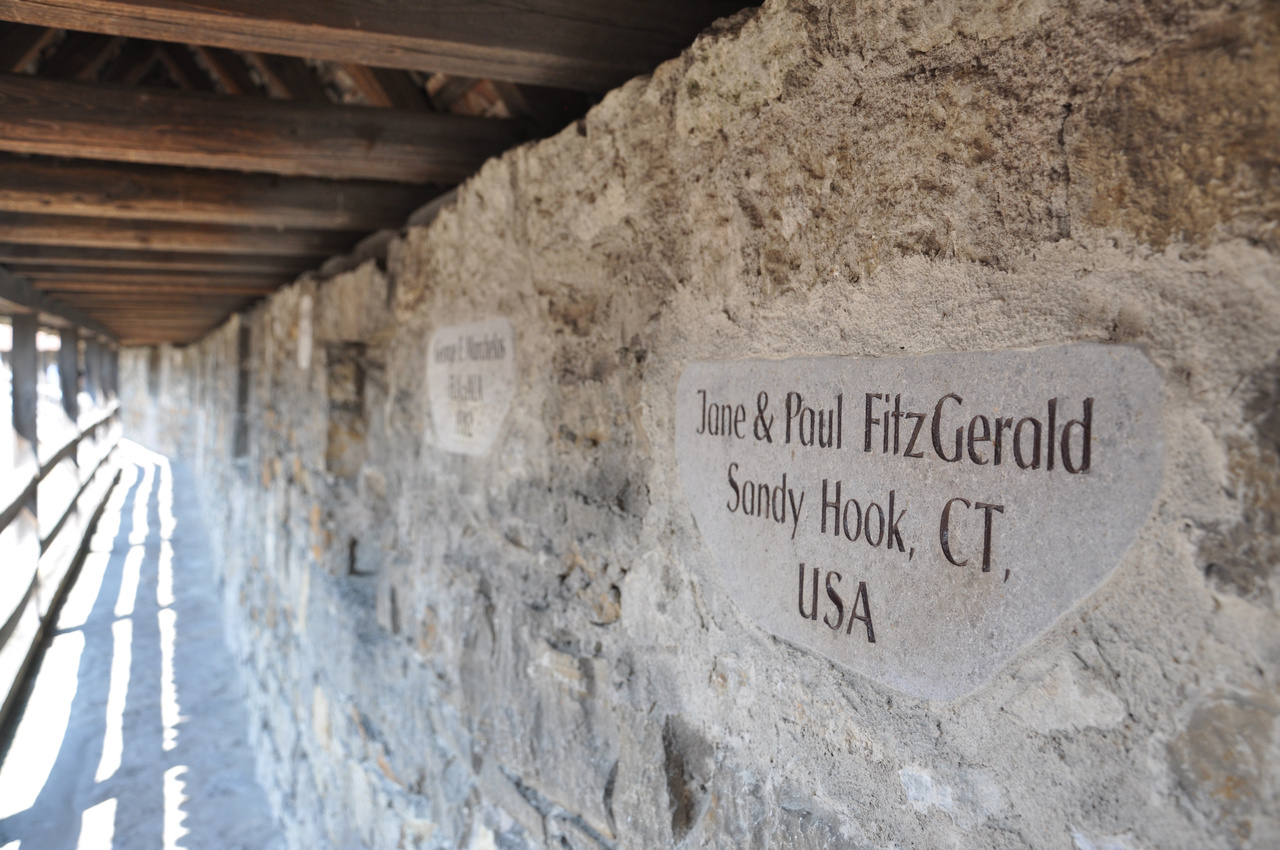
Spendentafel Stadtmauer

Kurz vor Ende des Zweiten Weltkriegs wurden am 31. März 1945 etwa 38 % der Bausubstanz der neueren östlichen Altstadt Rothenburgs durch den Angriff einer Staffel der 386. Bombardement Group der US-Luftwaffe beschädigt oder zerstört, 39 Personen kamen dabei ums Leben. Der Bombenangriff galt einem Öllager im oberfränkischen Ebrach, das aber wegen Vernebelung nicht angegriffen werden konnte, so dass Rothenburg – obwohl ohne militärische Bedeutung – als Ersatzziel angegriffen wurde. Die Zerstörung betraf hauptsächlich den neueren Ostteil der Altstadt, sodass die bedeutendsten Baudenkmäler erhalten blieben. Nach dem Krieg wurden die Gebäude originalgetreu wiederaufgebaut bzw. saniert. Da Brandbomben verwendet wurden, blieben die Außenmauern meist stehen und bildeten die Basis der Neubauten. Die später befragten Piloten sagten aus, sie hätten nicht geahnt, welche Kulturstadt sie bombardierten. Nach Kriegsende beteiligten sich die Amerikaner mit Spenden am Wiederaufbau, wie die Spendertafeln am Wehrgang noch belegen.
Am 17. April 1945 ging der Krieg für Rothenburg zu Ende, während andernorts noch drei Wochen lang weitergekämpft wurde. Der damalige US-Hochkommissar für Deutschland, John McCloy, erklärte 1950 schriftlich, er habe einen auf Rothenburg geplanten Artillerieangriff durch seine Intervention beim zuständigen General Devers verhindert. Dafür bekam er später von der Stadt die Ehrenbürgerwürde verliehen. McCloy kannte Rothenburg nur aus Erzählungen seiner Mutter, die die Stadt vor dem Krieg besucht hatte und von dem mittelalterlichen Ort schwärmte.
Bereits in der Nachkriegszeit war Rothenburg eine wichtige Tourismusdestination in Deutschland. Hierzu trug auch die 1950 gegründete Romantische Straße bei, die unter anderem durch Rothenburg führt. Die Stadt wurde im Verlauf der Jahre immer häufiger von US-Amerikanern, aber zunehmend auch von Japanern und Chinesen aufgesucht.
Bis ins Jahr 1972 war die Stadt kreisfrei und Sitz des gleichnamigen Landkreises, weshalb sie das eigene Kfz-Kennzeichen ROT führte.
Mit der bayerischen Gebietsreform wurden Stadt und Landkreis mit Wirkung zum 1. Januar 1972 dem Landkreis Ansbach eingegliedert. Die Stadt behielt allerdings den Status einer Großen Kreisstadt. Sie ist die kleinste Große Kreisstadt in Bayern. Seit dem 10. Juli 2013 ist das Kennzeichen ROT wieder für Kfz-Zulassungen verfügbar.
Zusammen mit den Städten Dinkelsbühl und Nördlingen war von 1984 bis 1993 die Stadt Rothenburg ob der Tauber als Kandidatin für die Erhebung zum Weltkulturerbe auf der Tentativliste der UNESCO platziert.
Da die Hälfte der Touristen in Rothenburg ob der Tauber vor der Covid-19-Pandemie aus dem Ausland stammte, kämpfen viele Einzelhandelsgeschäfte in der Stadt ums Überleben.

### Eingemeindungen
Im Zuge der Gebietsreform in Bayern wurde am 1. Juli 1972 die Gemeinde Leuzenbronn und am 1. Mai 1978 die Gemeinde Bettenfeld eingegliedert.

### Einwohnerentwicklung
Im Zeitraum 1988 bis 2018 stieg die Einwohnerzahl von 11.071 auf 11.243 um 172 Einwohner bzw. um 1,6 %.
Gemeinde Rothenburg ob der Tauber
| Jahr      | 1818   | 1840   | 1852   | 1861   | 1867   | 1871   | 1875   | 1880   | 1885   | 1890   | 1895   | 1900   | 1905   | 1910   | 1919   | 1925   | 1933   | 1939   | 1946   | 1950   | 1961   | 1970   | 1987   | 2002  | 2011  | 2015  | 2016  | 2017  | 2018  |
| Einwohner | 5662   | 5197   | 5125   | 5049   | 5236   | 5382   | 5773   | 6504   | 6826   | 7001   | 7193   | 7923   | 8436   | 8612   | 8556   | 8828   | 9022   | 9176   | 11045  | 11214  | 11134  | 11662  | 11059  | 11631 | 10953 | 11041 | 11085 | 11106 | 11287 |
| Häuser    | 876    | 834    | 853    |        |        | 914    |        |        | 953    |        |        | 1035   |        |        |        | 1260   |        |        |        | 1287   | 1677   |        | 2625   |       |       |       |       |       |       |
| Quelle    | [ 42 ] | [ 28 ] | [ 43 ] | [ 44 ] | [ 45 ] | [ 46 ] | [ 47 ] | [ 48 ] | [ 49 ] | [ 50 ] | [ 50 ] | [ 51 ] | [ 50 ] | [ 50 ] | [ 50 ] | [ 52 ] | [ 50 ] | [ 50 ] | [ 53 ] | [ 54 ] | [ 29 ] | [ 55 ] | [ 56 ] |       |       |       |       |       |       |

Stadt Rothenburg ob der Tauber
| Jahr      | 001818 | 001840 | 001871 | 001885 | 001900 | 001925 | 001950 | 001961 | 001970 | 001987 |
| Einwohner | 5302   | +5197  | 4851   | 6221   | 7387   | 8265   | 10494  | 10511  | †11237 | *10336 |
| Häuser    | 803    | +834   |        | 860    | 930    | 1172   | 1203   | 1599   |        | *2432  |
| Quelle    | [ 42 ] | [ 28 ] | [ 46 ] | [ 49 ] | [ 51 ] | [ 52 ] | [ 54 ] | [ 29 ] | [ 55 ] | [ 56 ] |

### Religionszugehörigkeit
Gemäß dem Zensus 2022 war am Zensusstichtag (15. Mai 2022) die Mehrheit der Bevölkerung Rothenburgs Mitglied der römisch-katholischen oder evangelischen Kirche. Der Anteil der evangelischen Christen belief sich zum damaligen Zeitpunkt auf 45,3 %. Weitere 16,2 % der Rothenburger waren katholische Christen. Der Anteil derer, die andersgläubig beziehungsweise ohne Bekenntnis waren oder über die keine Angabe dazu vorlag, lag bei 38,4 %.

## Bilder

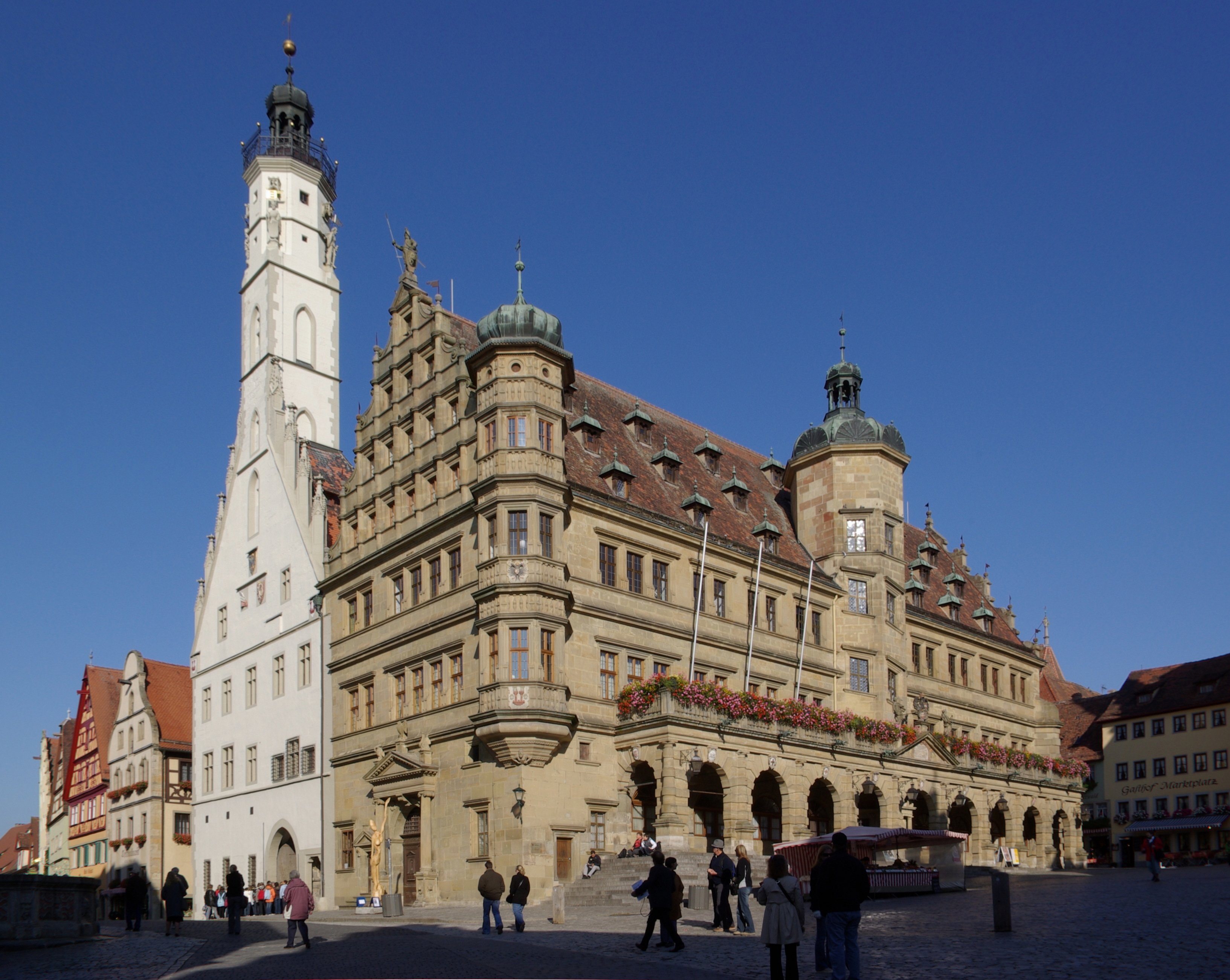
Renaissance-Fassade des Rathauses mit barockem Arkadenvorbau, dahinter der gotische Teil mit Turm
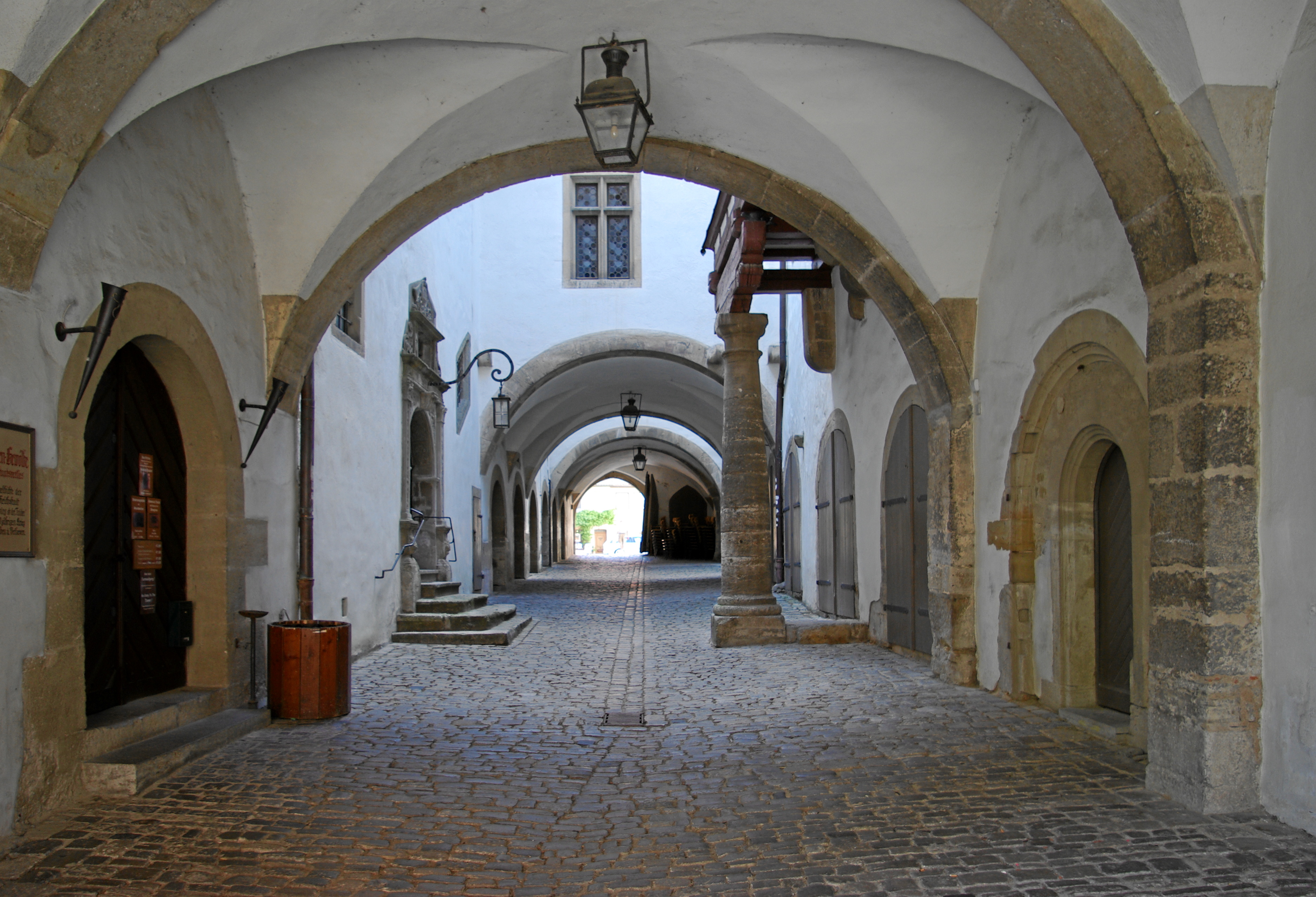
Gewölbe im gotischen Teil des Rathauses
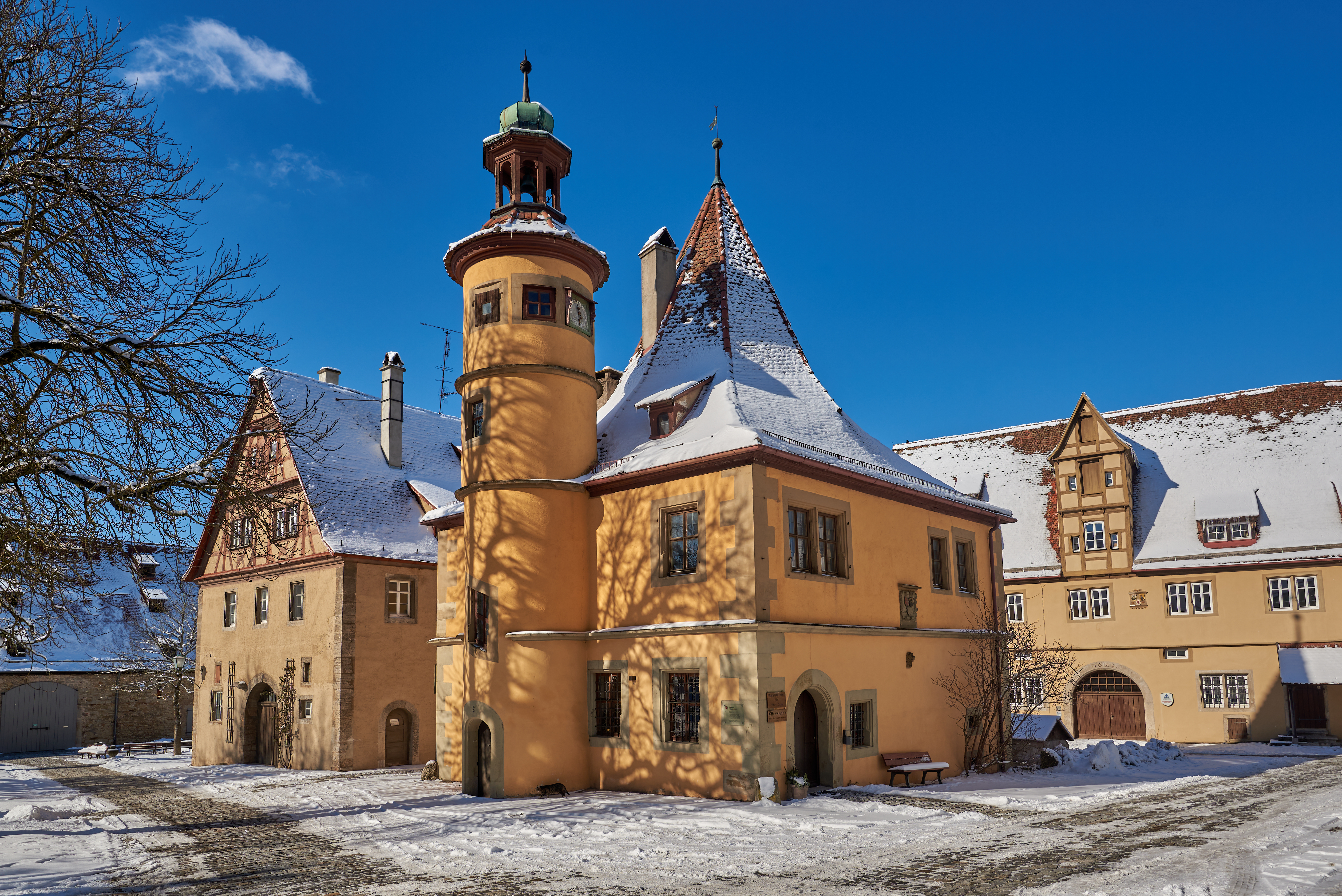
„Hegereiterhaus“ von 1591
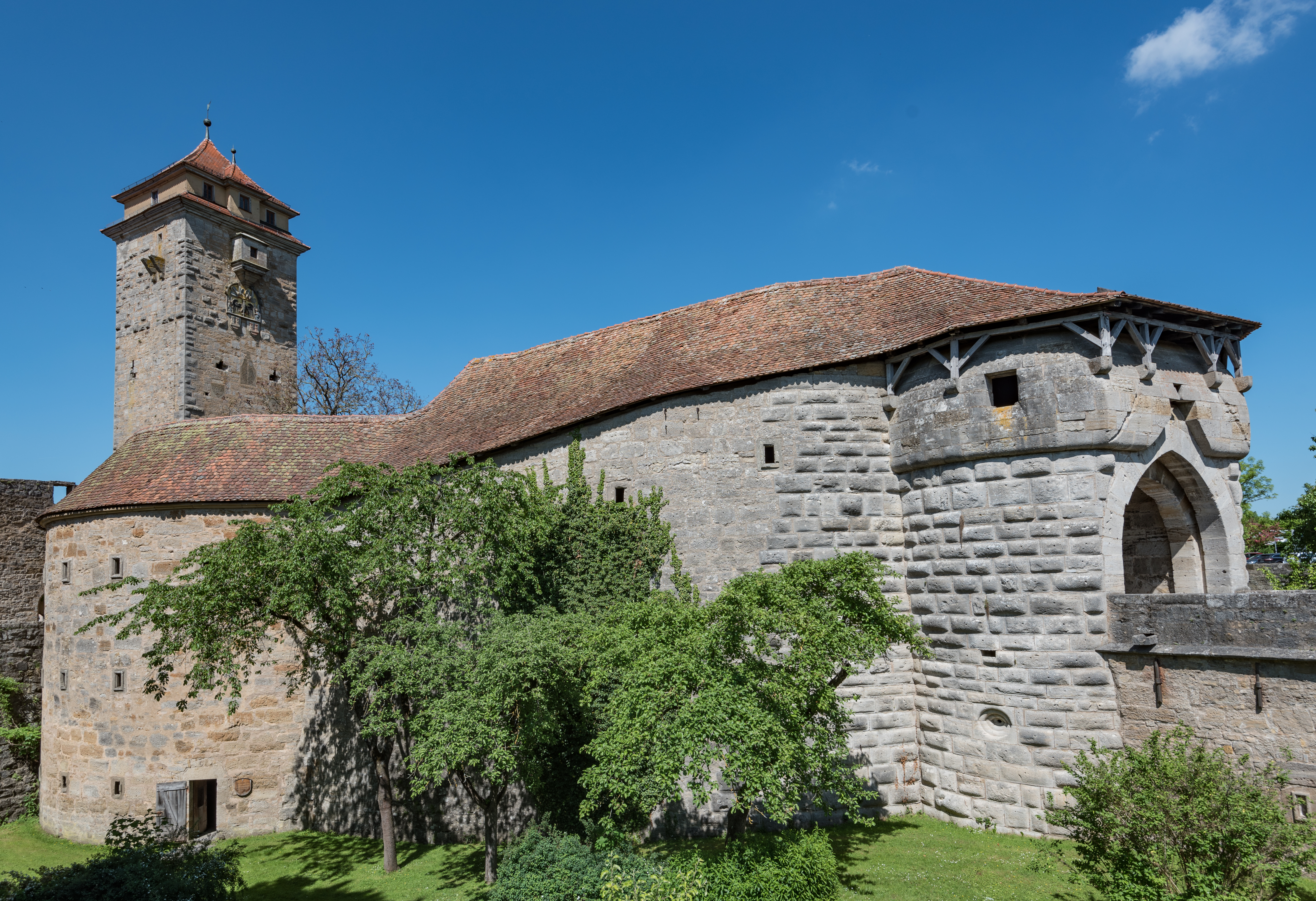
Spitaltor aus dem 16. Jahrhundert
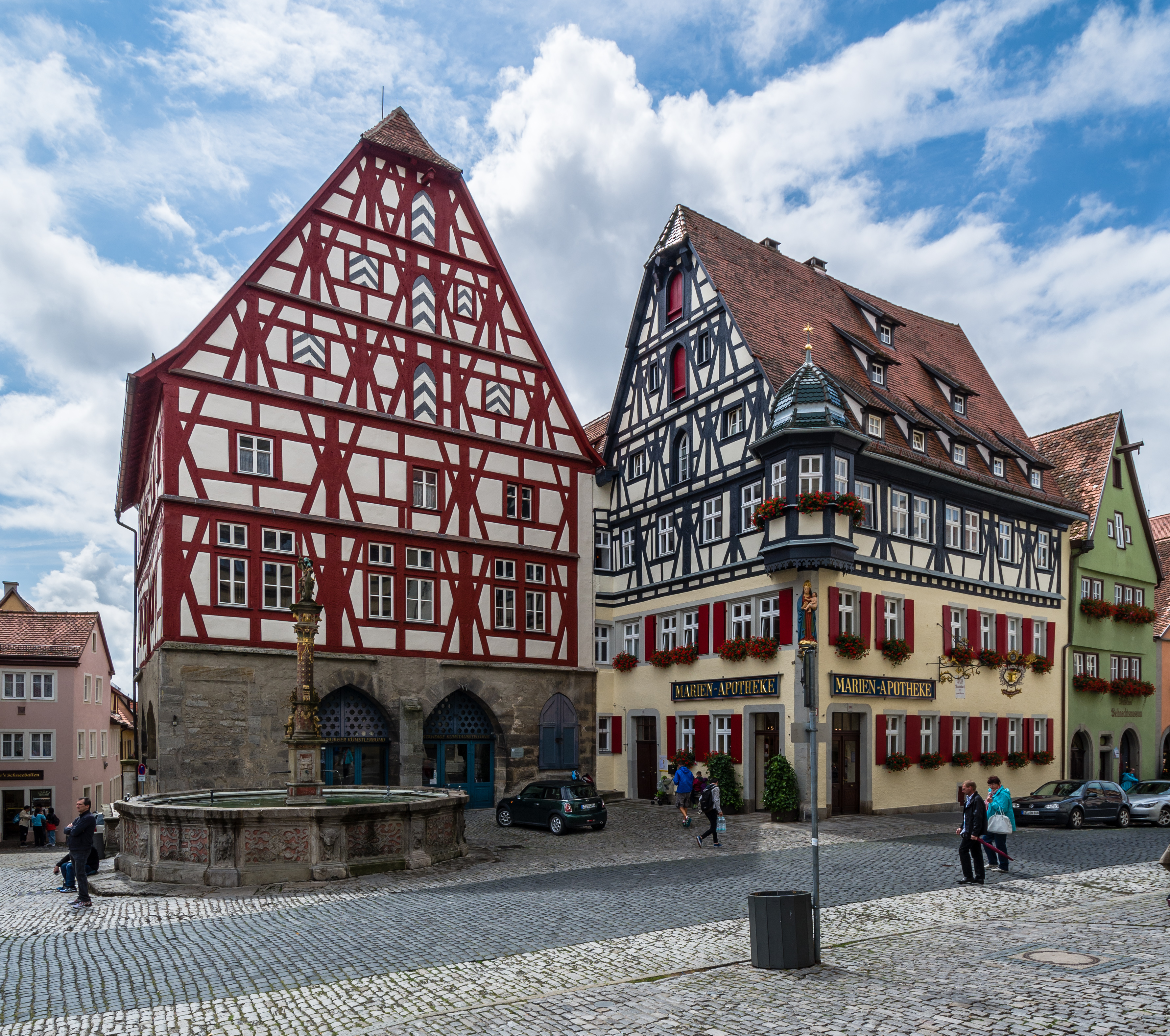
Fleisch- und Tanzhaus (links) und Jagstheimerhaus (rechts) am Marktplatz (2014)
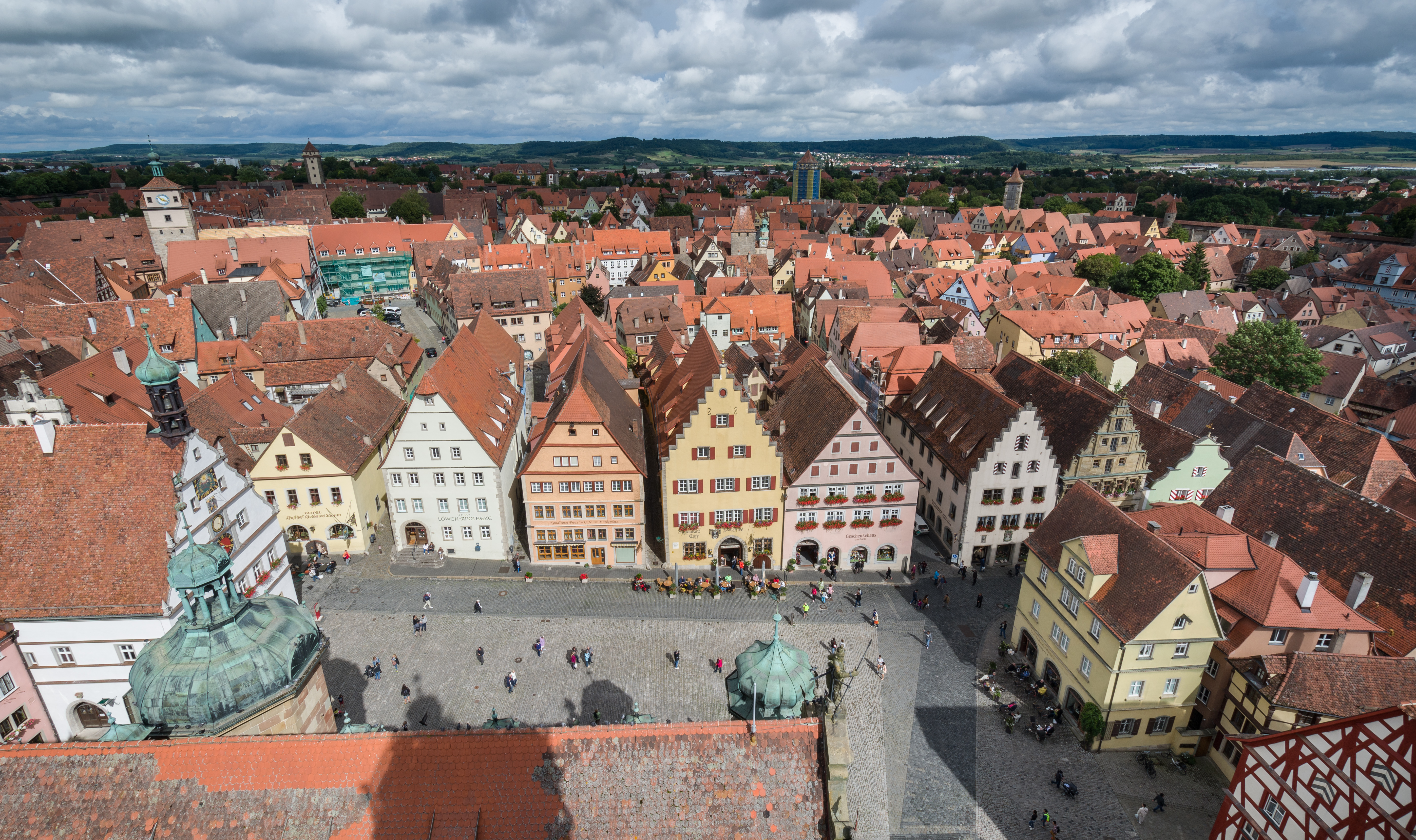
Blick über den Marktplatz und die Stadt, fotografiert vom Rathausturm (2014)
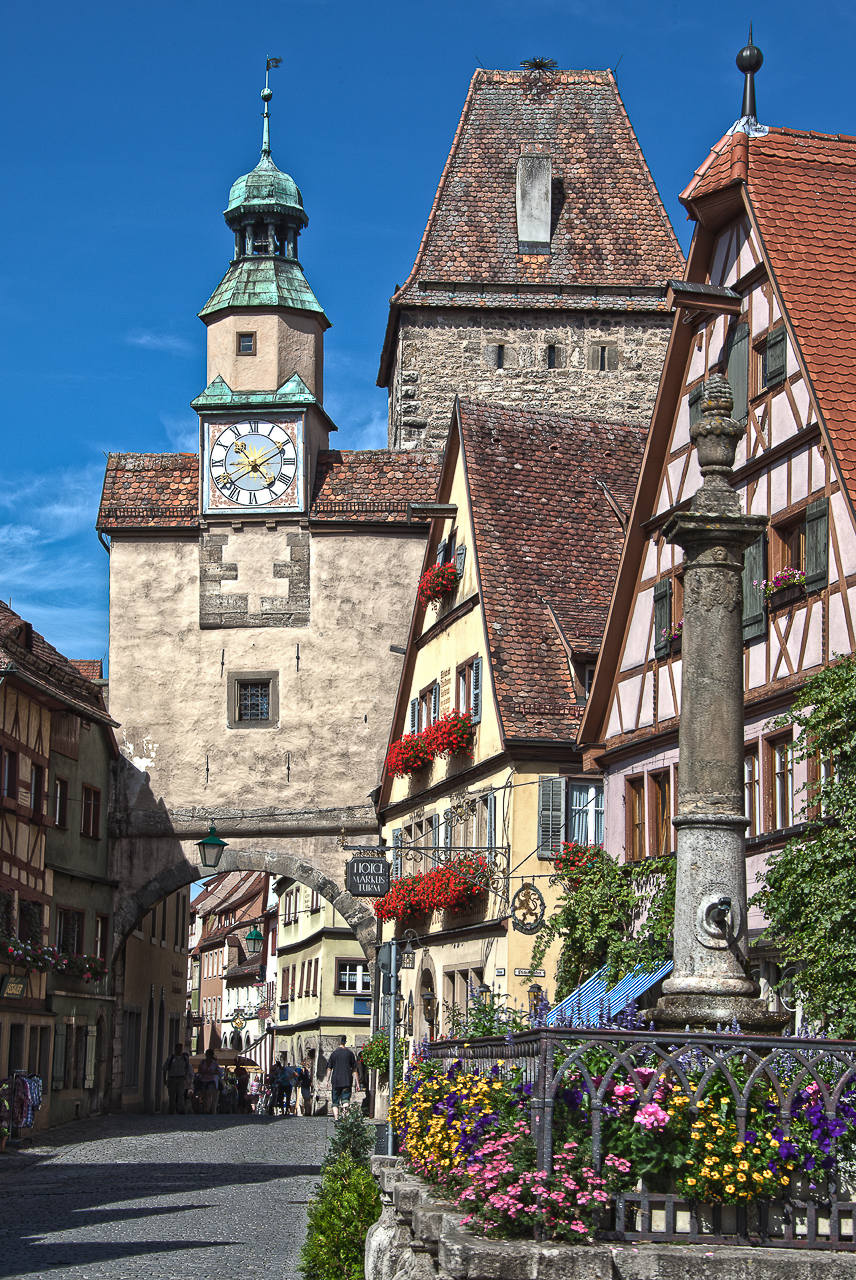
Röderbogen (2011)
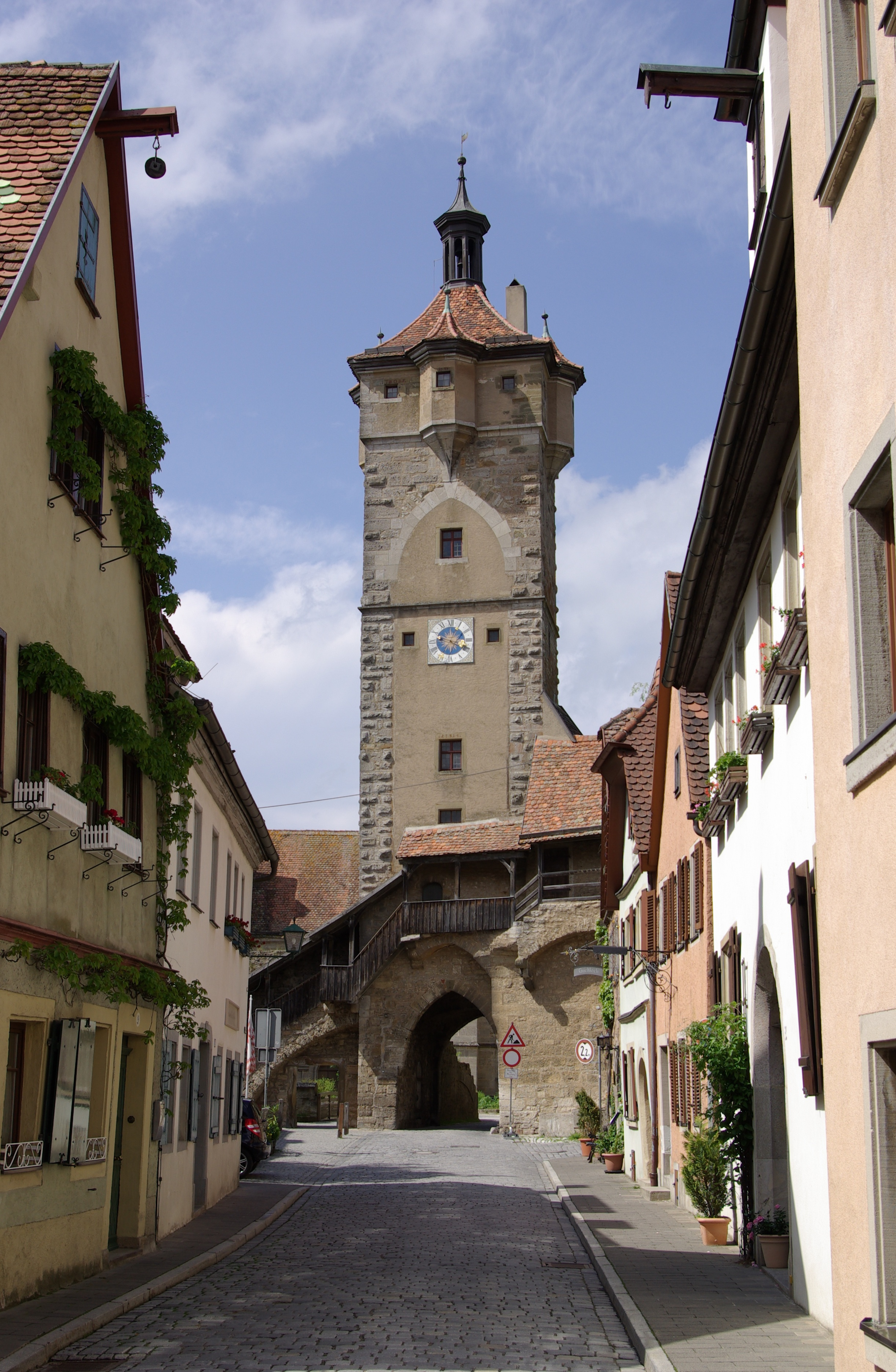
Klingentor (2010)
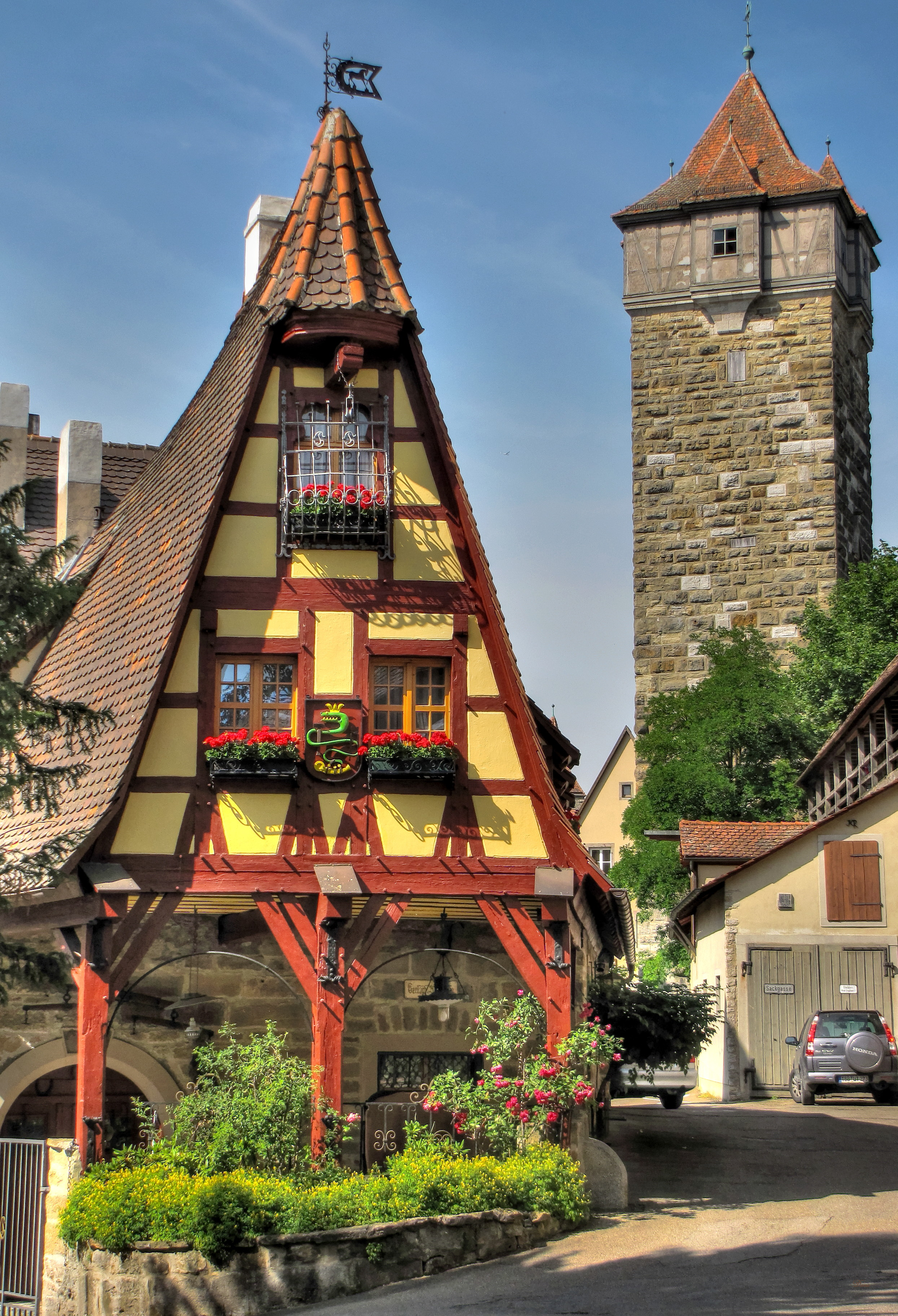
Gerlachschmiede und Rödertorturm (2017)
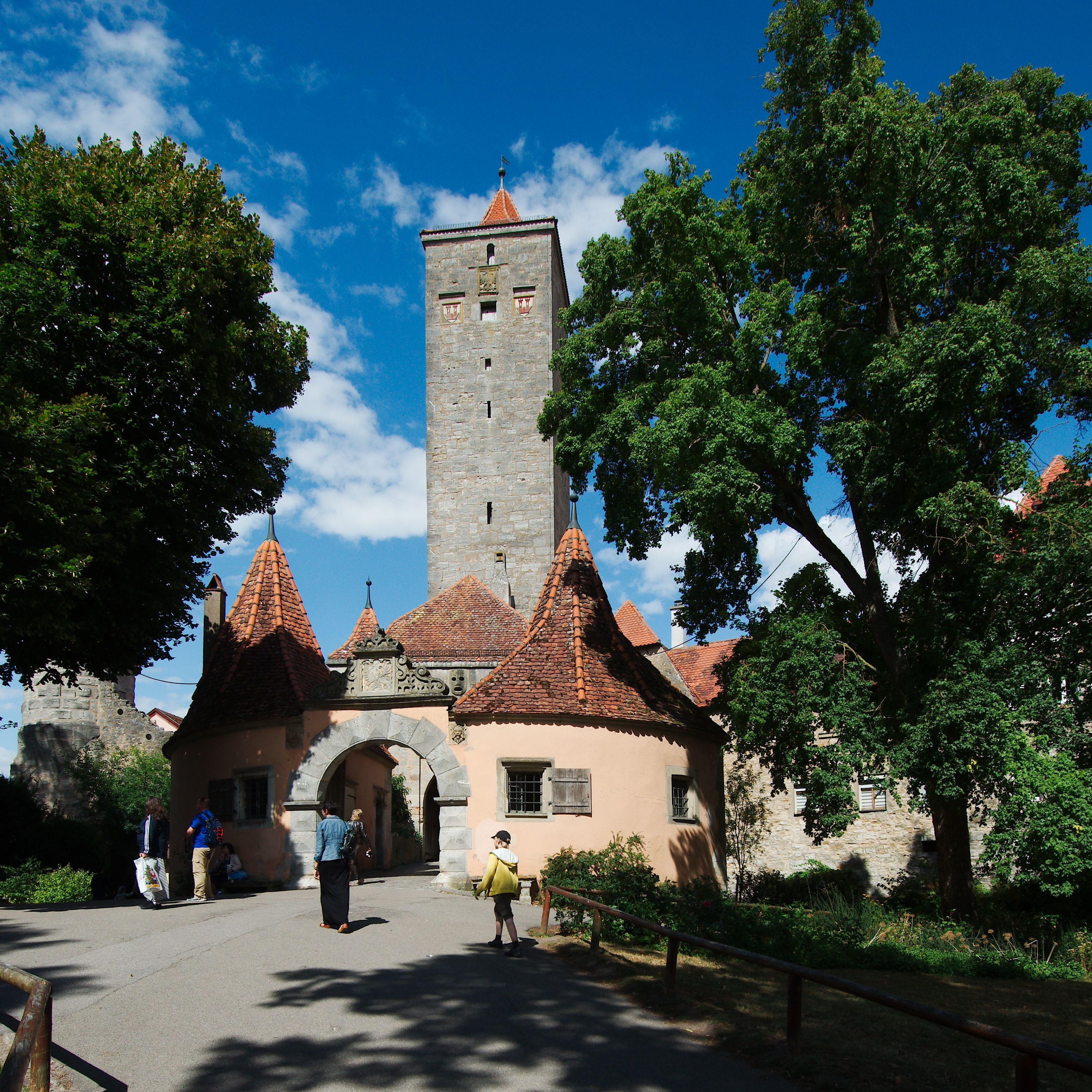
Das Burgtor (2015)

## Politik

### Stadtrat
- SPD: 5
- Grüne: 4
- FRV: 5
- UR: 4
- CSU: 6

Der Stadtrat hat 24 Mitglieder. Mit der Freien Rothenburger Vereinigung (FRV) und der Wählervereinigung Unabhängige Rothenburger (UR) verfügt Rothenburg über zwei lokale, parteiunabhängige Wählergruppen.
Die Sitzverteilung im Überblick:
|      | CSU | SPD | Grüne | FRV | UR | FDP | Gesamt   |
| 2002 | 9   | 8   | 2     | 4   | -  | 1   | 24 Sitze |
| 2008 | 6   | 8   | 2     | 5   | 3  | 0   | 24 Sitze |
| 2014 | 6   | 6   | 3     | 5   | 4  | 0   | 24 Sitze |
| 2020 | 6   | 5   | 4     | 5   | 4  | -   | 24 Sitze |

### Bürgermeister
Seit 1336 gibt es in Rothenburg das Amt des Bürgermeisters. Aufgrund des Status als Große Kreisstadt ist Rothenburg berechtigt, einen Oberbürgermeister zu wählen – auch nach der Auflösung des Landkreises Rothenburg ob der Tauber. Rothenburg ist damit die kleinste deutsche Stadt mit einem Oberbürgermeister. Bei der Wahl 2006 gewann Walter Hartl, der für die parteiunabhängige Gruppierung „Für Rothenburg“ angetreten und im zweiten Wahlgang von der SPD unterstützt worden war. Hartl ist seit dem 2. Mai 2006 im Amt. Er folgte auf den langjährigen Oberbürgermeister Herbert Hachtel (SPD), der sich nicht mehr zur Wahl stellte. Bei der OB-Wahl im März 2012 wurde Hartl (er war der einzige Kandidat) mit 90,2 % der Stimmen wiedergewählt.

#### Bürgermeister des Inneren- und Äußeren Rats
- Heinrich Toppler (1340–1408)
- Peter Northeimer
- Heinrich Trüb
- Ehrenfried Kumpf
- Bonifacius Wernitzer, im Amt von 1525 bis 1546[58]
- Andreas (Endres) Stellwag (1525–?)
- Johann Hornburg
- Michael Reichshöfer (1545–?)
- Josaphat Stellwag (1558–?)
- Johann Staudt (1567–1634)
- Johann Bezold (1582–1634)
- Georg Nusch (1588–1668)
- Johann Georg Styrzel (1591–1668)
- Johann Stellwag (1607)
- Nicolaus Göttlingk (1608–1679), im Amt von 1655 bis 1679[59]
- Philipp von Seyboth (1609–1671), 1661 geadelt[60]
- Johann Gottlieb Ebert
- Christoph Friedrich Albert (1749–1831)
- Johann Friedrich Christoph Schrag
- Gustav David Bezold
- Johann Christoph Raab

#### Liste der Rechtskundigen Bürgermeister
- 1848–1851: Friedrich Karl Julius Wächter
- 1852–1883: Georg Gottfried Scharff

…
- 1886–1907: Karl Mann
- 1908–1919: Ludwig Siebert, Bayerische Volkspartei
- 1920–1936: Friedrich Liebermann, NSDAP
- 1936–1945: Friedrich Schmidt, NSDAP

#### Liste der Oberbürgermeister
- 1945–1952: Friedrich Hörner, SPD
- 1952–1964: Erich Lauterbach (1879–1966), parteilos
- 1964–1976: Alfred Ledertheil, SPD
- 1976–1988: Oskar Schubart,[61] CSU
- 1988–2006: Herbert Hachtel (* 1941), SPD
- 2006–2020: Walter Hartl (* 1956), parteilos
- seit 2020: Markus Naser (* 1981), parteilos, Kandidat der Freien Rothenburger Vereinigung (FRV)

### Städtepartnerschaften
Rothenburg ob der Tauber unterhält Städtepartnerschaften mit
- Athis-Mons (Frankreich), seit 1976
- Susdal (Russland), seit 1988
- Uchiko (Japan), seit 2011

Des Weiteren bestehen offizielle Städtefreundschaften mit
- Montagnana (Italien), seit 1983
- Czerwieńsk (Polen), seit 1990[63]
- Telč (Tschechien), seit 1992

Mit der chinesischen Stadt  Jingjiang besteht seit Oktober 2004 eine Partnerschaft.
Außerdem bestehen langjährige Freundschaften mit anderen Rot(h)enburgs:
- Rothenburg/Oberlausitz
- Rotenburg an der Fulda
- Rotenburg (Wümme)
- Rothenburg/Schweiz

### Wappen
| Wappen von Rothenburg ob der Tauber | Blasonierung: „In Silber eine rote Burg, bestehend aus einer beidseitig unten bogig eingeschnittenen Mauer, überragt von zwei roten Zinnentürmen, ein spitzbedachtes rotes Häuschen auf zwei Pfosten einschließend.“ |
| Wappen von Rothenburg ob der Tauber | Wappenbegründung: Die Burg aus Mauer und Türmen mit dem Häuschen, der Gerichtslaube, symbolisiert als redendes Wappen den Namen der Stadt Rothenburg. Andere Darstellungen des Wappens besonders im 19. Jahrhundert zeigen eine beidseitig unten abgeschrägte dreizinnige Mauer ohne das Häuschen. Ein ähnliches Wappen verwendet die Stadt Rothenburg auf ihren historischen Hinweistafeln. |

Das älteste Siegel stammt aus dem Jahr 1303. Es zeigt die Umschrift S[IGILLUM] CONSILII ET VNIVERSITATIS CIVIVM IN ROTENBVRCH (deutsch: Siegel des Rates und der Gesamtheit der Bürger in Rothenburg). Zwischen den beiden Zinnentürmen steht ein kleines Haus mit Spitzdach auf zwei Säulen bzw. Wänden und offener Front – der so genannten Gerichtslaube – ein möglicher Hinweis auf den Landgerichtssitz. Die zweitürmige Burg entstammt dem Siegel der Rothenburger Burgvögte und Schultheißen von 1227 aus der Familie der Küchenmeister von Nortenberg. Seit 1555 zeigt das Wappen statt der Burg den Reichsadler aus dem Siegel des kaiserlichen Landgerichts mit Brustschild, darin das Stadtwappen mit der Burg. Im 19. Jahrhundert ist die Burg wieder ohne Adler im Wappen, oft ohne Gerichtslaube.

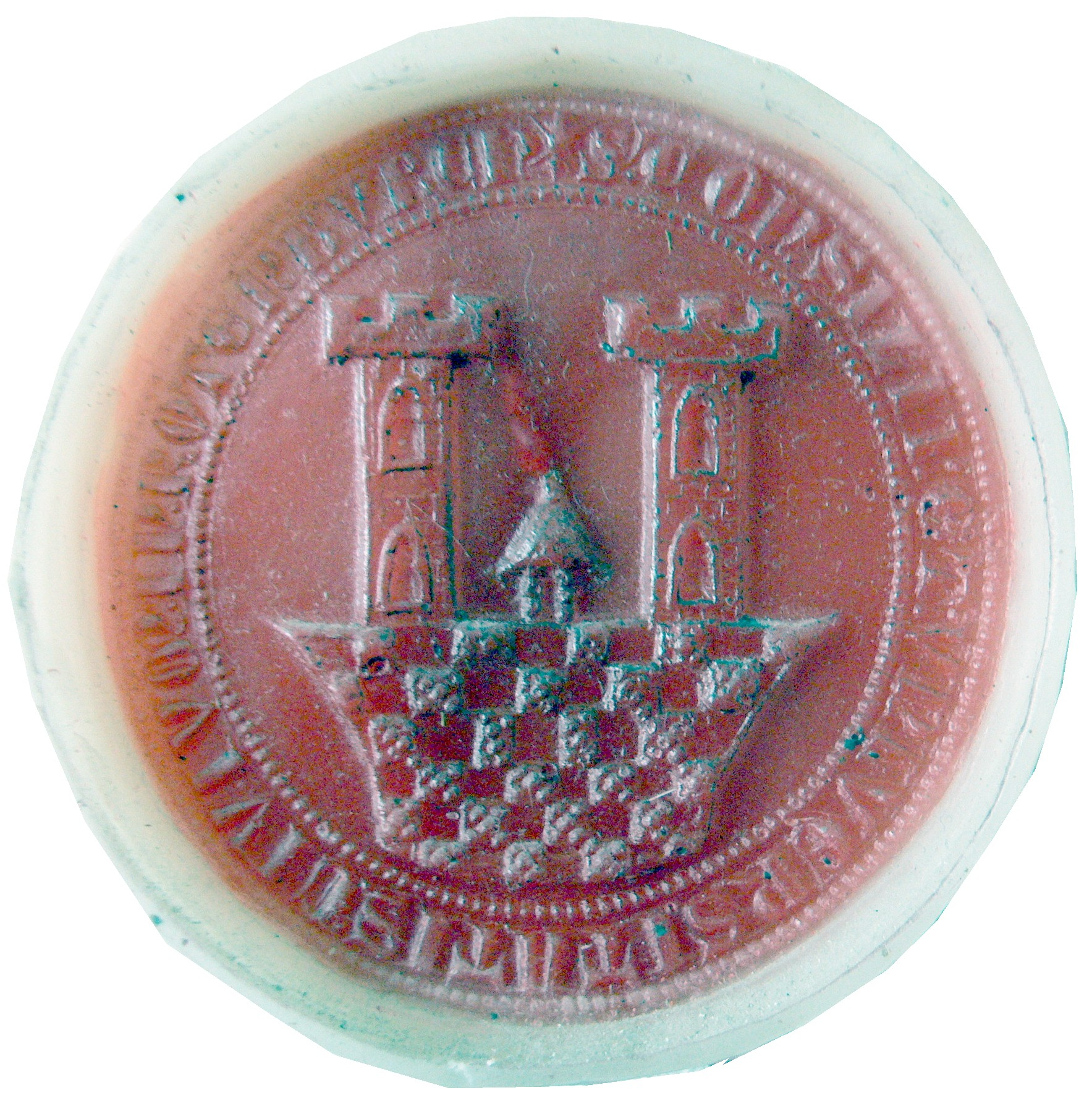
Stadtsiegel von 1320
Wappen mit Gerichtslaube
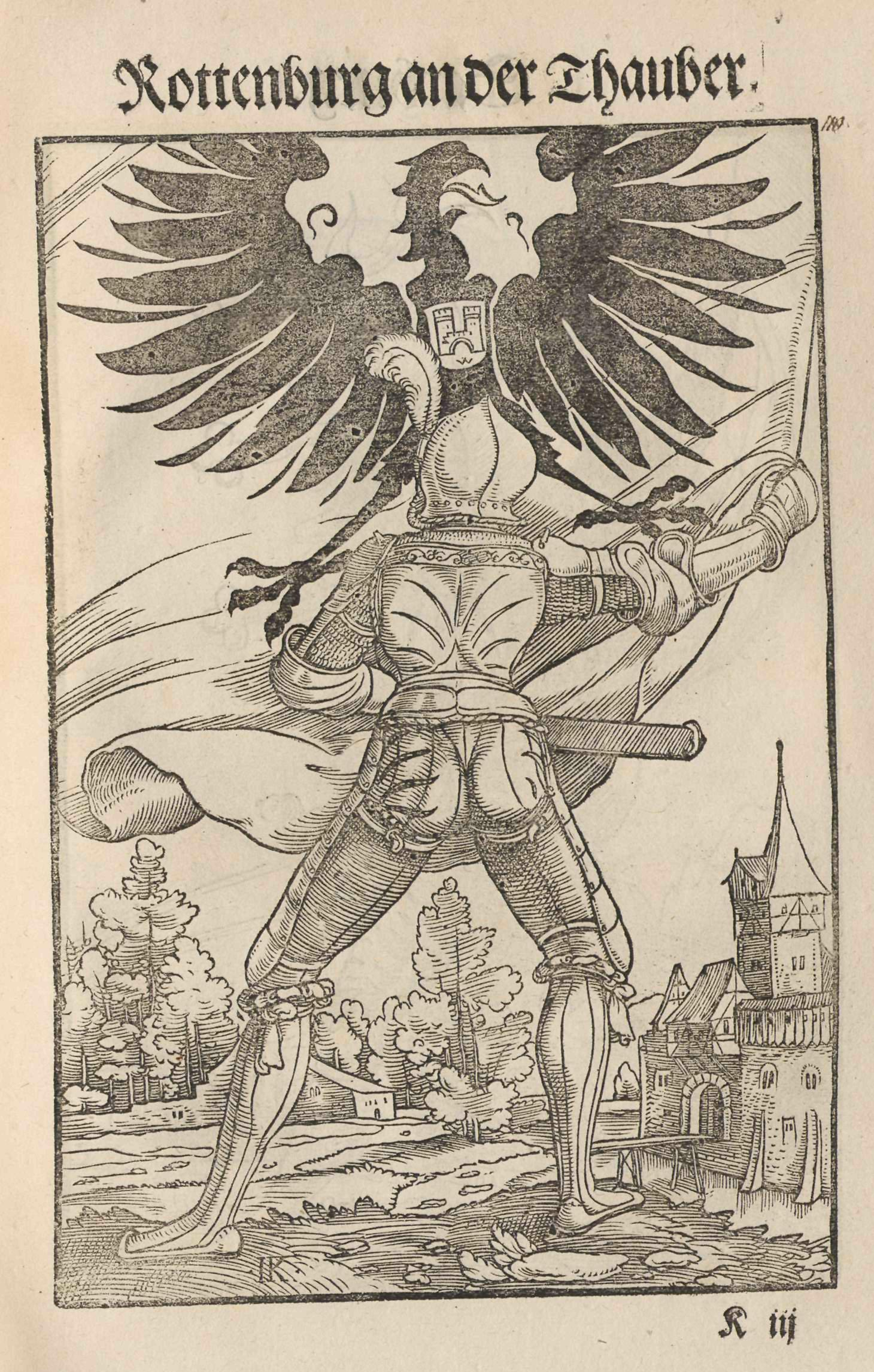
Fahne mit Reichsadler und Rothenburger Brustschild
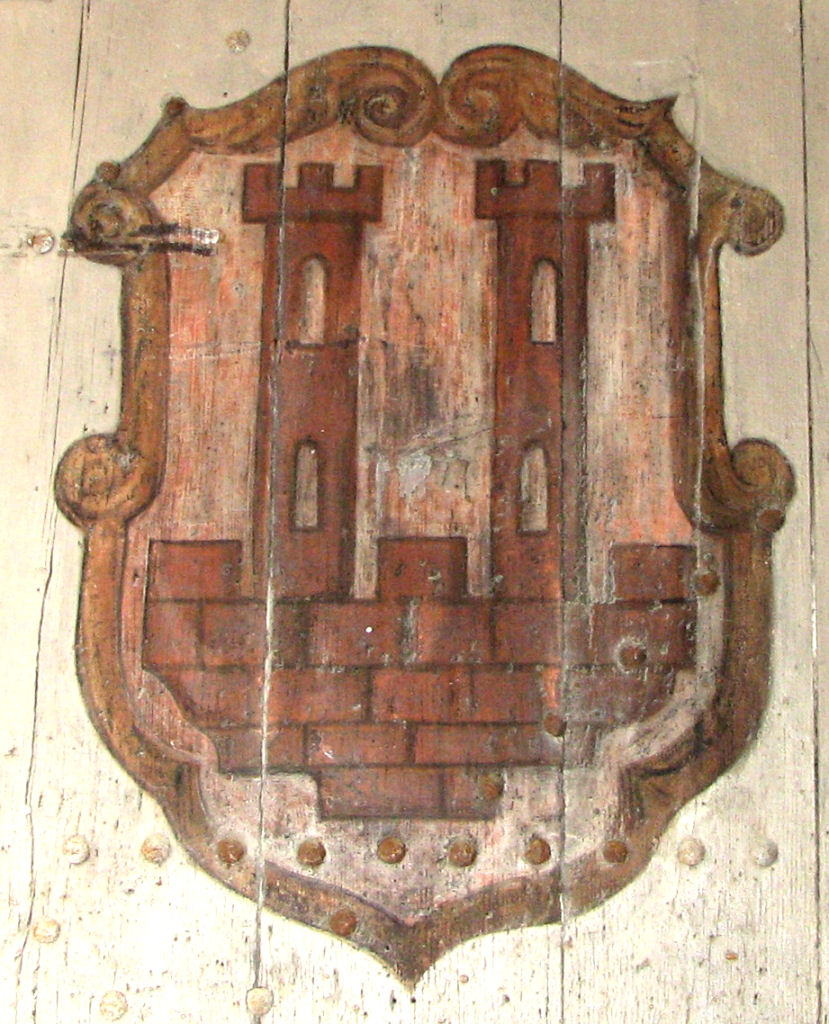
Wappen ohne Häuschen
Aktuelles Wappen der Stadtverwaltung

## Wirtschaft und Infrastruktur

### Tourismus
Rothenburg ist stark touristisch geprägt. Die Deutsche Zentrale für Tourismus vergab den ersten Platz unter den deutschen Städten als Top-Sehenswürdigkeit.
Rothenburg ist als fränkischer Weinort an der Tauber mit der Lage Rothenburger Eich bekannt. Zudem gibt es einen Rebsortenlehrpfad mit über 120 verschiedenen Rebsorten. Die Stadt Rothenburg bildet den südlichsten Punkt des umfangreichen fränkischen Weinlandes. In Rothenburg gibt es neben vielen alteingesessenen Weinschänken auch ein selbstausbauendes Weingut. Der erzeugte Wein wird überwiegend an Touristen verkauft, früher war der Weinbau ein bedeutender Wirtschaftszweig.

#### Historische Altstadt

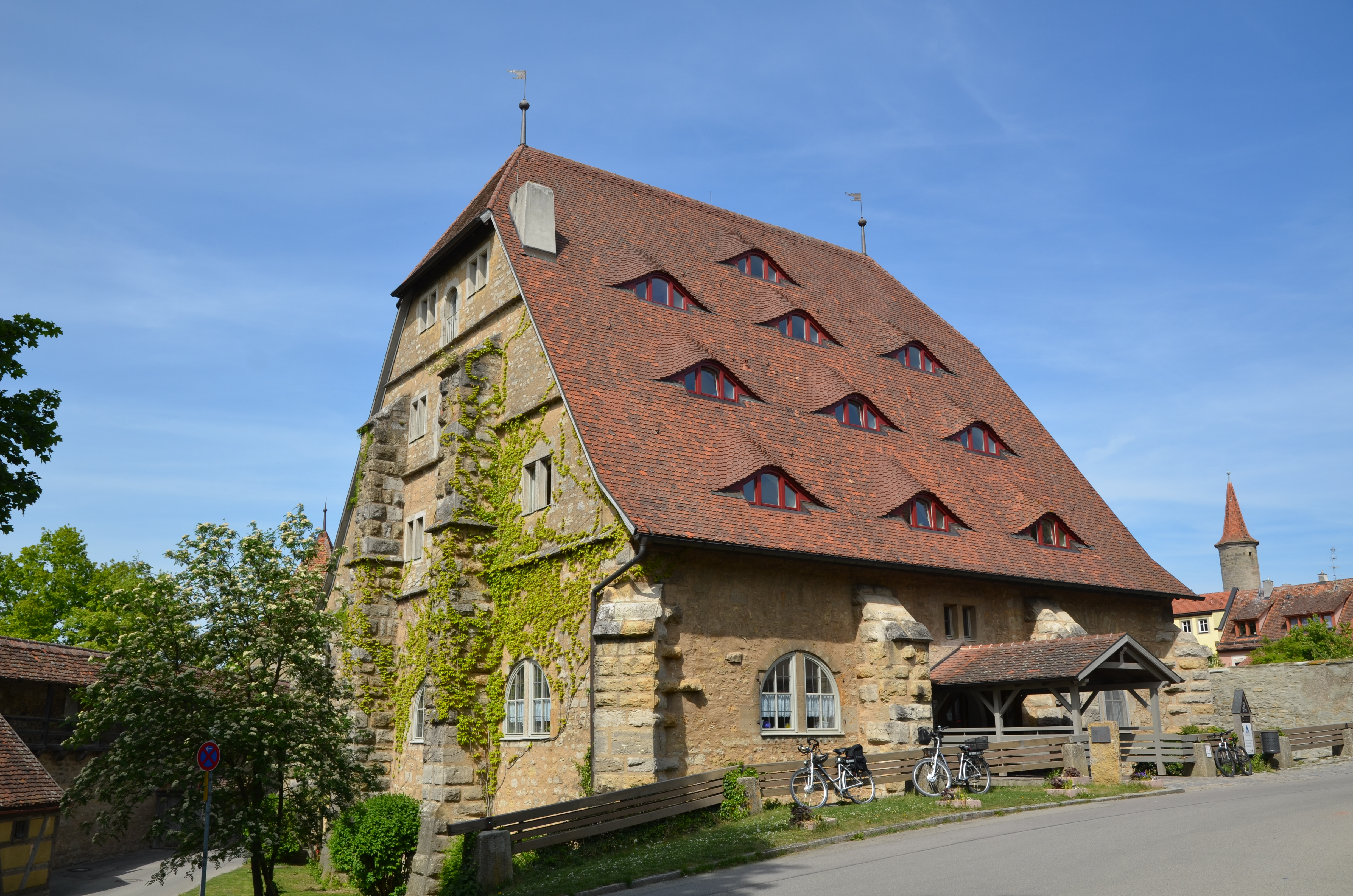
Jugendherberge in der ehemaligen Rossmühle

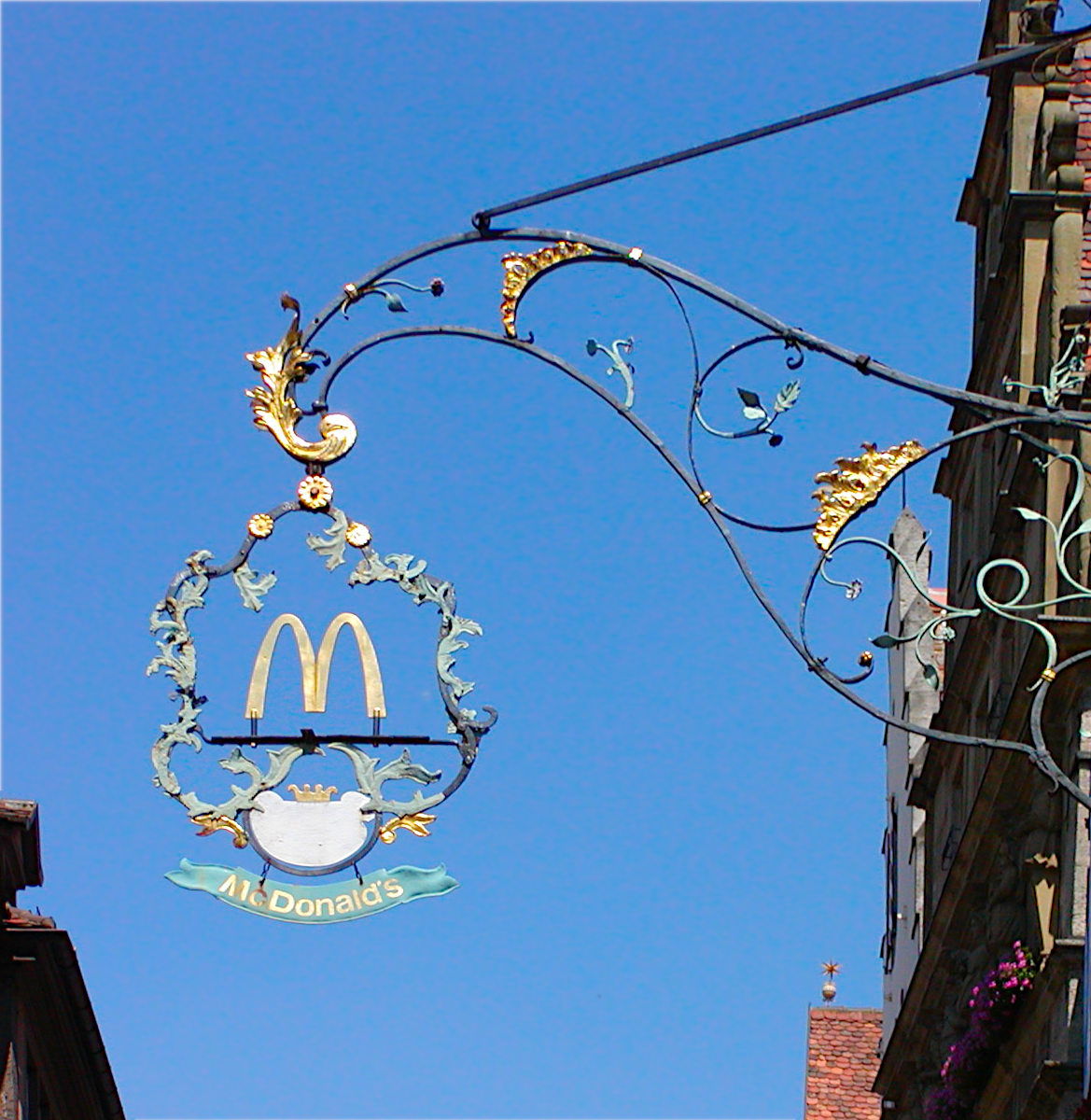
Auch die Außenwerbung trägt dem Ambiente Rechnung

Rothenburg ist bekannt für seine gut erhaltene Altstadt aus dem Mittelalter mit vielen verschachtelten Gässchen, Türmen und von Fachwerkhäusern umstandenen kleinen Plätzen. Aus diesem Grund wurde die Stadt zu einem Anziehungspunkt für Touristen aus aller Welt; sie gilt im Ausland als Prototyp einer mittelalterlichen deutschen Stadt. Viele Orte mit historischem Stadtbild tragen den Beinamen Rothenburg, der sich auf das fränkische Original bezieht. Insbesondere Besucher aus Asien machen bei organisierten Reisen durch Europa hier Halt. Die Stadt bietet neben Hotels und Gasthöfen einen nahe gelegenen Campingplatz und zwei Reisemobil-Stellplätze sowie eine Jugendherberge, die in der ehemaligen Rossmühle der Stadt untergebracht ist.
Wegen der gut erhaltenen Altstadt diente Rothenburg als Kulisse für zahlreiche Filmproduktionen (siehe Kapitel Rothenburg als Filmkulisse).

#### Ferienstraßen
Die Romantische Straße führt von Würzburg über das Taubertal nach Rothenburg. Von dort führt sie weiter bis nach Füssen. Daneben wird die Romantische Straße in Rothenburg von der in west-östlicher Richtung verlaufenden Burgenstraße gekreuzt.

#### Radwege
Rothenburg wird von zahlreichen Radwanderwegen berührt. Der bekannteste davon ist der Taubertalradweg. Dessen Hauptvariante „Liebliches Taubertal – der Klassiker“ beginnt in Rothenburg und führt auf 100 km Länge bis nach Wertheim. Der ergänzende Radweg „Liebliches Taubertal – der Sportive“ führt auf 160 zusätzlichen Kilometern durch das Main- und Taubertal bis nach Rothenburg zurück. Entlang des Radwegs „Liebliches Taubertal – der Klassiker“ besteht ab Bieberehren über den Gaubahn-Radweg eine Verbindung zum Main-Radweg bei Ochsenfurt.
Eine Alternativroute des Main-Tauber-Fränkischen Rad-Achters führt über Rothenburg ob der Tauber.
Der Altmühltalradweg erstreckt sich auf 250 km von Rothenburg ob der Tauber im Nordwesten bis Kelheim an der Mündung der Altmühl in die Donau im Südosten. Der Aischtalradweg verbindet auf 137 Kilometern Länge Rothenburg mit Bamberg am Main-Radweg und verläuft durch das Aischtal.

#### Wanderwege
Der etwa 130 km lange Panoramaweg Taubertal beginnt in Rothenburg und der etwa 180 km lange Jakobsweg Main-Taubertal endet hier. Ebenso endet der Fränkische Jakobsweg in der Stadt, der vom Heilsbronner Pfarrer Paul Geißendörfer 1992 wiederbelebt wurde.
Weitere Fernwanderwege sind unter anderem die Magnificat-Route des Fränkischen Marienwegs, die Rangau-Linie des Main-Donau-Wegs, der Wanderweg Romantische Straße, die Via Romea, der Jean-Haagen-Weg und der Rote Flieger.

### Verkehr

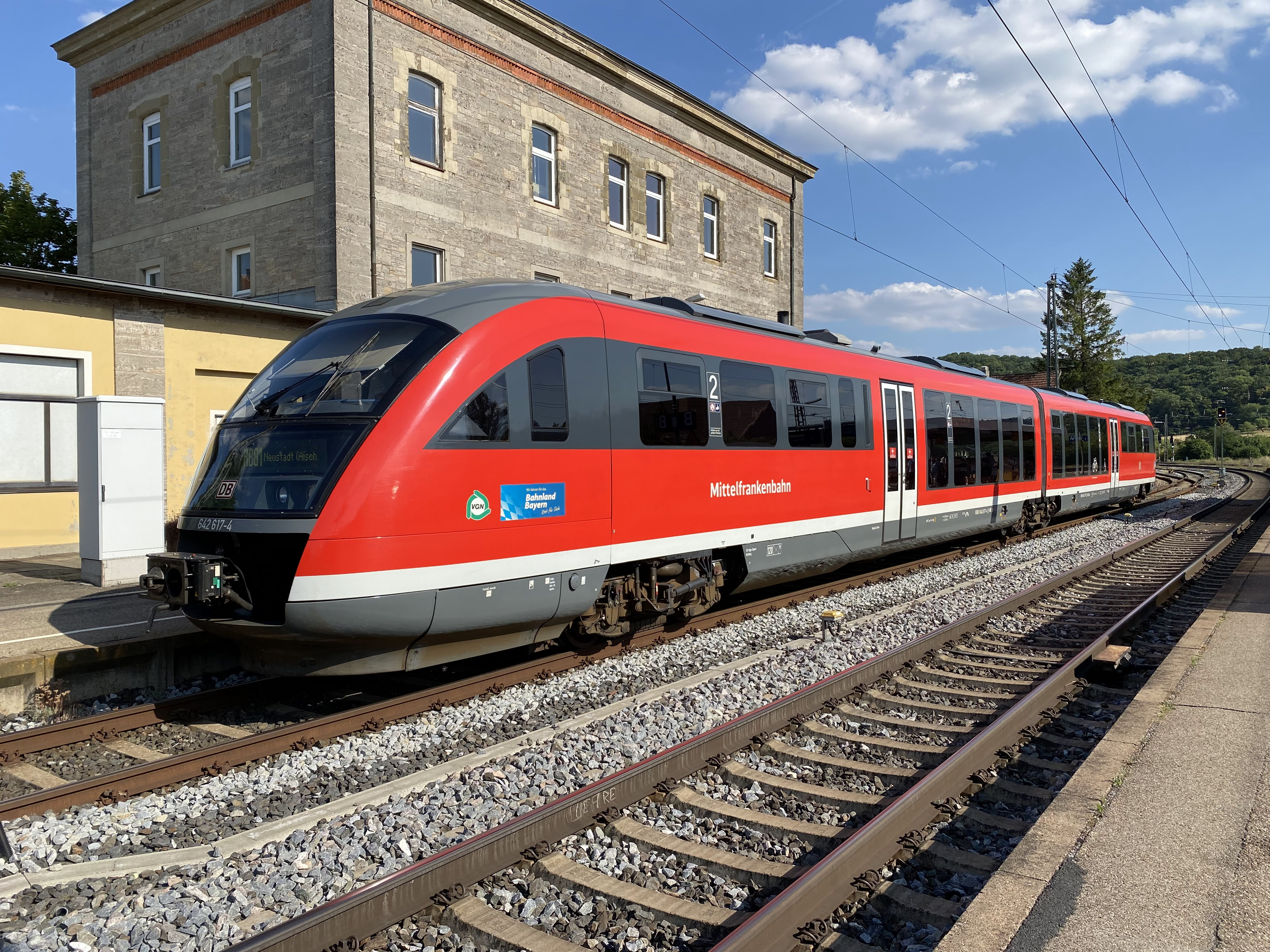
Bahnhof

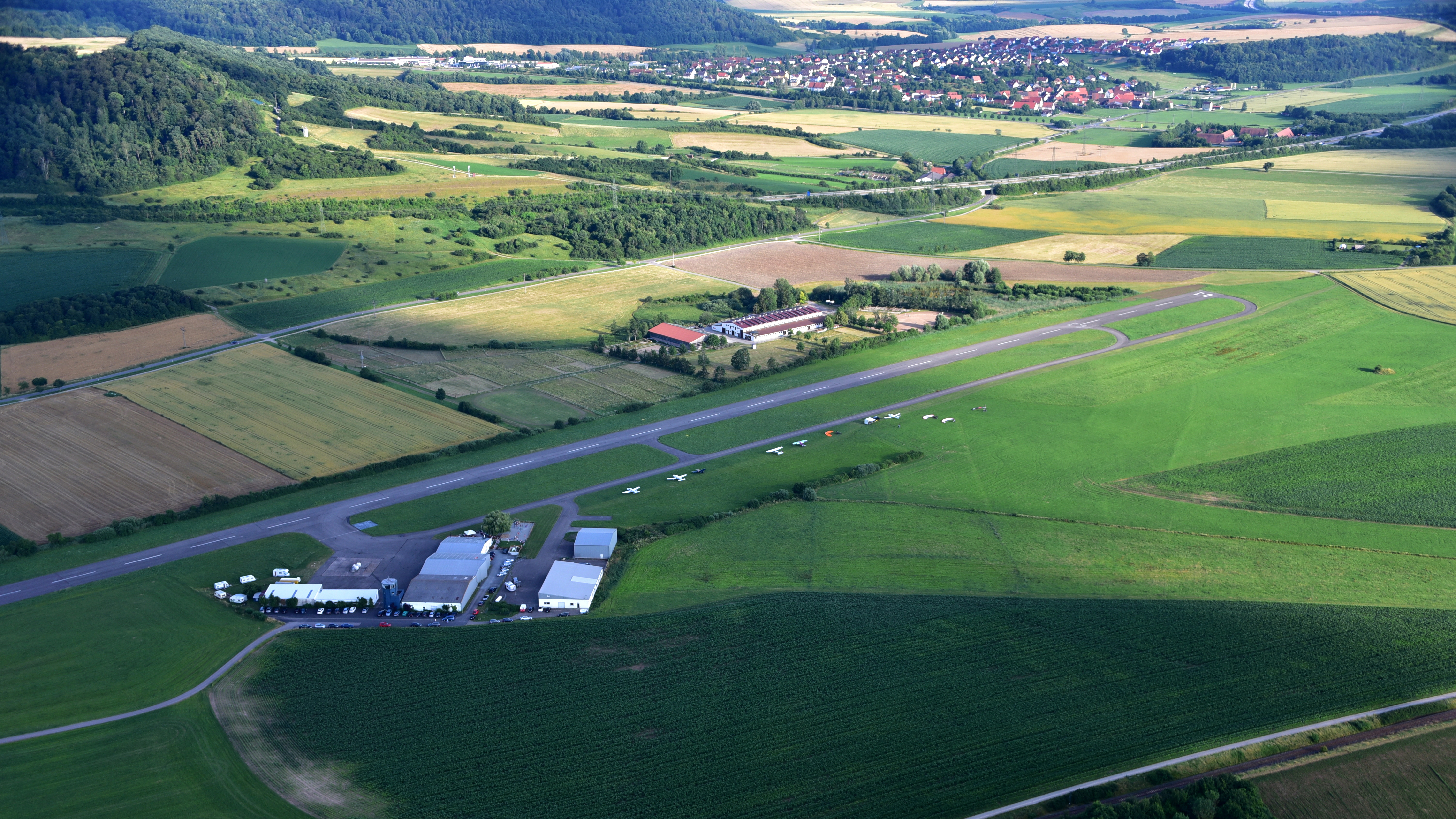
Flugplatz Rothenburg o. d. T., Luftaufnahme (2016)

#### Straßenverkehr
Rothenburg ob der Tauber liegt an der Autobahn A 7 mit der Anschlussstelle Rothenburg ob der Tauber in geringer Entfernung zur Stadt. Die Staatsstraße 2419 verläuft parallel zur A 7 von Nord nach Süd als deren Ausweichroute.

#### Eisenbahnverkehr
Die Stadt ist Endpunkt der am 1. November 1873 eröffneten Bahnstrecke von Steinach an der Hauptbahn Würzburg–Ansbach. Es verkehrt hier die Regionalbahnlinie RB 82 im Verkehrsverbund Großraum Nürnberg.
Von 1905 bis 1971 wurde die in Rothenburg endende Strecke über Schillingsfürst bis nach Dombühl an der Hauptstrecke Ansbach–Crailsheim befahren.

#### Flugverkehr
Etwa drei Kilometer nordöstlich der Stadt befindet sich der Verkehrsflugplatz Rothenburg ob der Tauber.

### Ansässige Unternehmen
Rothenburg beheimatet ein Werk des großen Hausgeräteherstellers Electrolux (ein ehemaliges AEG-Werk), ein Ersatzteilzentrum des großen Baumaschinenherstellers Yanmar, mittelständische Maschinenbaubetriebe sowie mit der D. Lechner GmbH Europas zweitgrößten Produzenten für Küchenarbeitsplatten. Daneben befinden sich weitere bekannte Unternehmen in der Stadt:
- Ebalta (Kunststoffe, Gießharze, Kleber)
- Käthe Wohlfahrt (Weihnachtsschmuck)
- Neuberger Gebäudeautomation
- Rotabene Medienhaus (u. a.: Fränkischer Anzeiger und Evangelisches Sonntagsblatt aus Bayern)

## Kultur und Sehenswürdigkeiten

### Museen

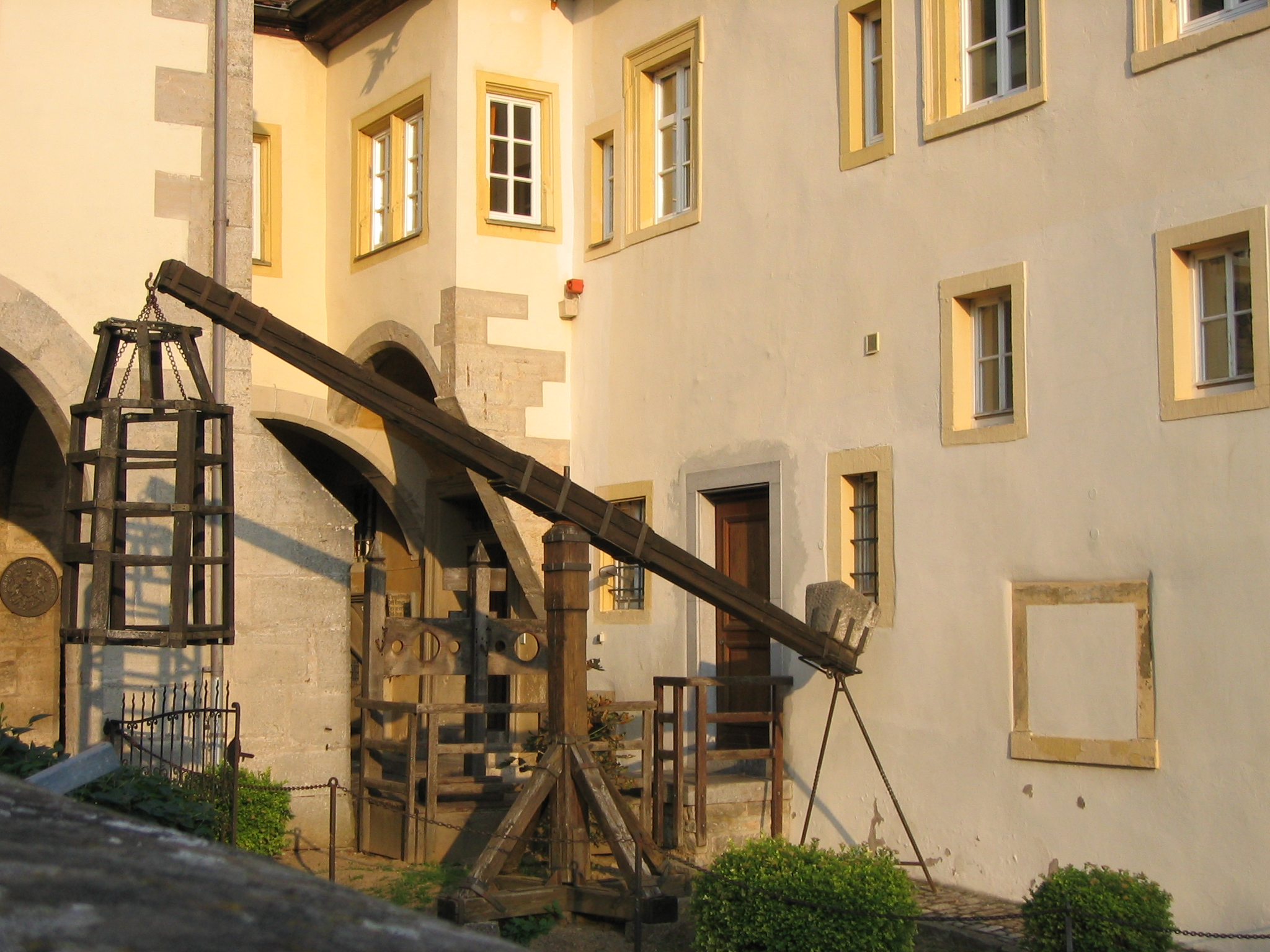
Schandkorb des Mittelalterlichen Kriminalmuseums

- RothenburgMuseum (bis 2019 Reichsstadtmuseum) im ehemaligen Dominikanerinnenkloster mit den städtischen Sammlungen, den Sammlungen des Vereins Alt-Rothenburg und der Stiftung Baumann
- Das Mittelalterliche Kriminalmuseum ist das bedeutendste deutsche Rechtskundemuseum und gibt einen Einblick in das Rechtsgeschehen der letzten 1000 Jahre; Ausstellungsstücke sind Folter- und Hinrichtungsinstrumente, Halsgeigen, Schandmasken, Richtschwerter, Richträder, mittelalterliche Gesetzestexte und Anleitungen zu Hexenprozessen
- Schäfertanzmuseum in der Wolfgangskirche
- Alt-Rothenburger Handwerkerhaus, das in elf Räumen das Alltagsleben von Handwerkerfamilien in Rothenburg zeigt
- Historiengewölbe mit Staatsverlies im Rathaus
- Deutsches Weihnachtsmuseum (privat, Teil der Firma Käthe Wohlfahrt)
- Puppen- und Spielzeugmuseum (privat, seit 2014 geschlossen)

### Bauwerke

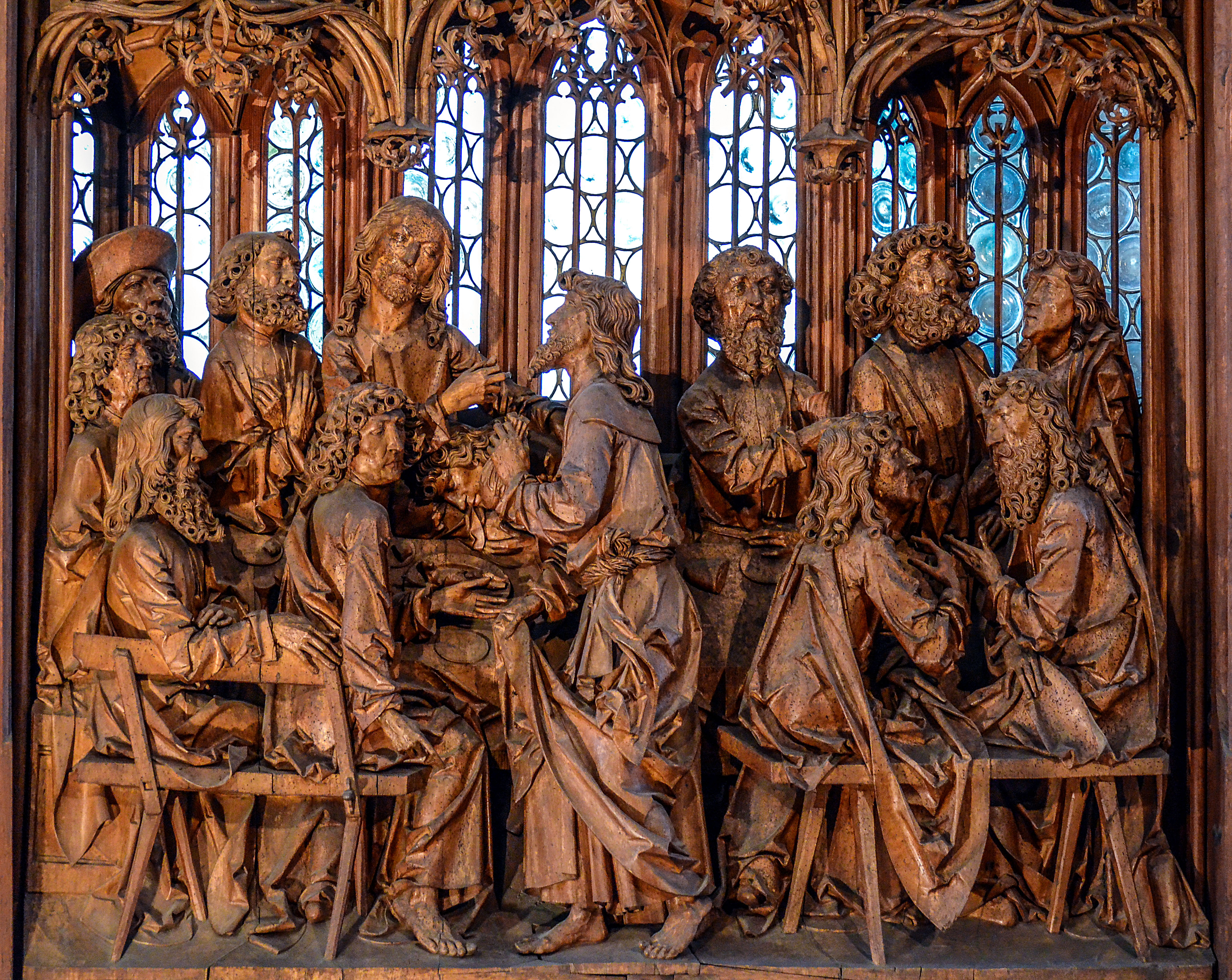
Das 1500 bis 1505 geschaffene Heiligblut-Retabel in der Stadtkirche St. Jakob

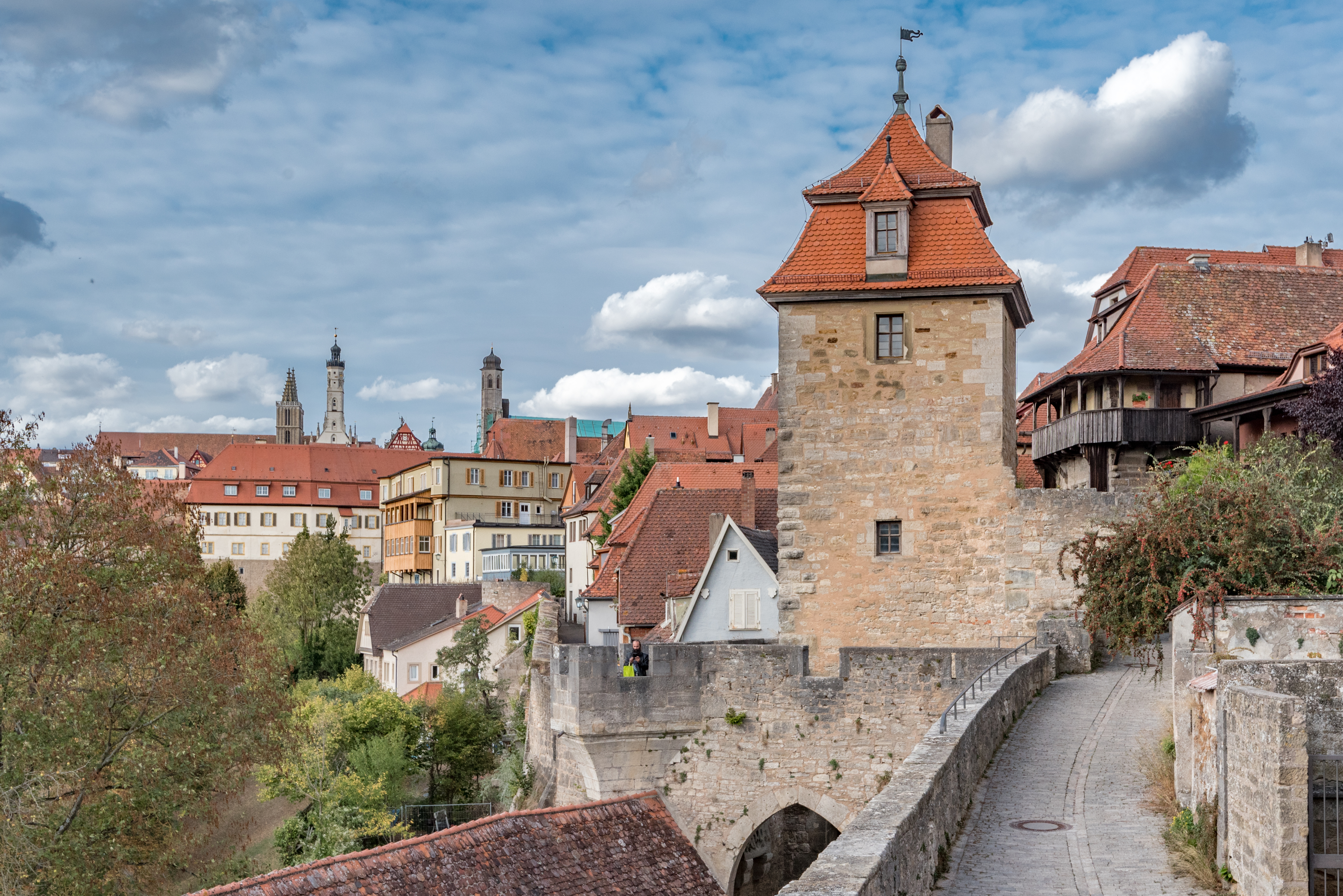
Kobolzeller Tor

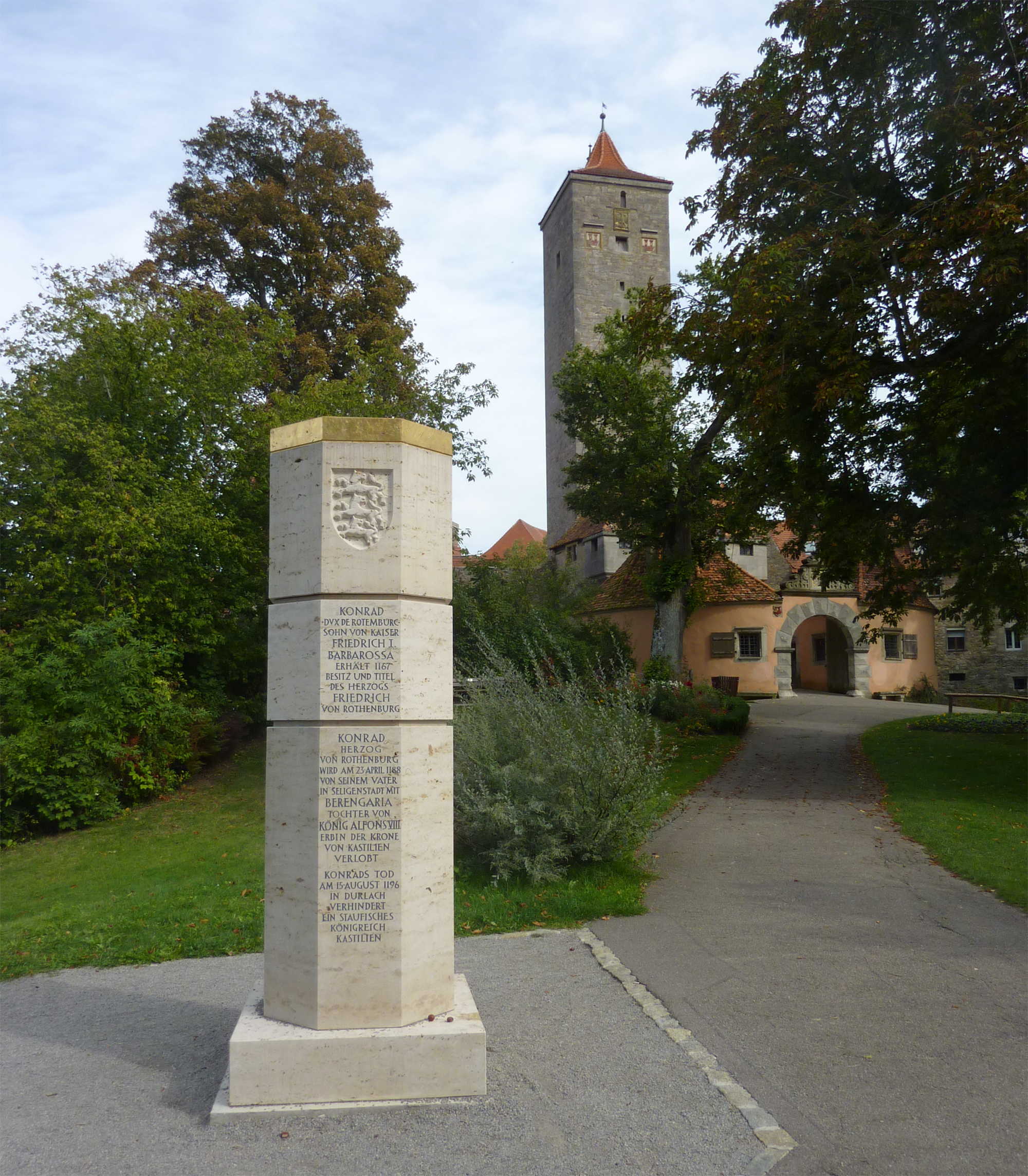
Im Jahr 2010 eingeweihte Stauferstele im Burggarten, im Hintergrund das Burgtor

#### Kirchen
- St.-Jakobs-Kirche mit Heiligblut-Retabel von Tilman Riemenschneider; ein weiterer Riemenschneideraltar (Heilig-Kreuz-Altar) ist in der Detwanger Kirche
- Wolfgangskirche am Klingentor (Wehrkirche)
- Blasiuskapelle im Burggarten, ein im Jahr 1400 zum Sakralbau umfunktioniertes Wohngebäude der ehemaligen Reichsburg; es ist eine Gedächtnisstätte für die Gefallenen der beiden Weltkriege
- Dominikanerinnenkloster, heute das Rothenburgmuseum
- Franziskanerkirche
- St.-Johannis-Kirche mit Steinmeyer-Orgel
- Spitalkirche Zum heiligen Geist

#### Weitere
- Stadtmauer mit Wehrgang und Mauertürmen, innere Stadtmauer um 1172, äußere Stadtmauer um 1360–1388
- Stadttore: Klingentor (Norden), Würzburger- oder Galgentor (Nordosten), Rödertor (Osten), Sieberstor (Südtor), Spitaltor (1556, Süden), Kobolzellertor (Taubertal), Burgtor (Westen), Weißer Turm (1. Stadtmauer, Nordosttor), Markusturm mit Röderbogen (1. Stadtmauer, Osttor)
- Plönlein („Plänlein“[74] – von lat. planellum: kleine Ebene, Platz), Straßengabelung und ehemaliger Fischstapelplatz mit Fachwerkhäusern und Blick auf Sieberstor und Kobolzellertor
- Spitalbastei, eine Barbakane mit Abwurfdach erbaut vom Rothenburger Baumeister und Steinmetz Leonhard Weidmann
- Spitalbereiterhaus, erbaut von Leonhard Weidmann 1591; ehemaliger Amtssitz des Spitalbereiters und der Spitalküche. Der Spitalbereiter war im heutigen Sinne Verwaltungschef und Liegenschaftsmanager des Heilig-Geist-Spitals. Durch romantisierenden Historismus wird das Gebäude irrtümlich als Hegereiterhaus bezeichnet. Mit den Hegereitern, die für die Rothenburger Landhege verantwortlich waren, hat es aber nichts zu tun, denn die wohnten in den Orten ihrer Zuständigkeit.
- Baumeisterhaus, Werk und Wohnhaus des Steinmetzen Leonhard Weidmann
- Stauferstele im Burggarten in Erinnerung an die im Jahr 1142 vom Staufer-König Konrad III. gegründete Reichsburg, die 1356 vermutlich bei einem Erdbeben beschädigt und danach abgetragen wurde (2010 eingeweiht)[75]
- Topplerschlösschen im Taubertal
- Doppelbrücke über die Tauber
- Wildbad Rothenburg, zwischen 1898 und 1903 von Friedrich Hessing als Kurhotel erbaut; seit 1982 findet es Verwendung als evangelische Tagungsstätte
- historisches Rathaus mit Glockenturm; der Rathausturm bietet in 60 Meter Höhe eine Aussichtsplattform,[76] die über 220 Stufen zu erreichen ist
- Ratstrinkstube (1466) mit Kunstuhr (Figuren von Valentin Oeckler), die von 11 bis 15 und von 20 bis 22 Uhr zu jeder vollen Stunde die legendäre Meistertrunkszene zeigt
- Altes Brauhaus
- Alte Schmiede
- jüdischer Friedhof
- Judentanzhaus
- Reichsstadtgymnasium

### Regelmäßige Veranstaltungen

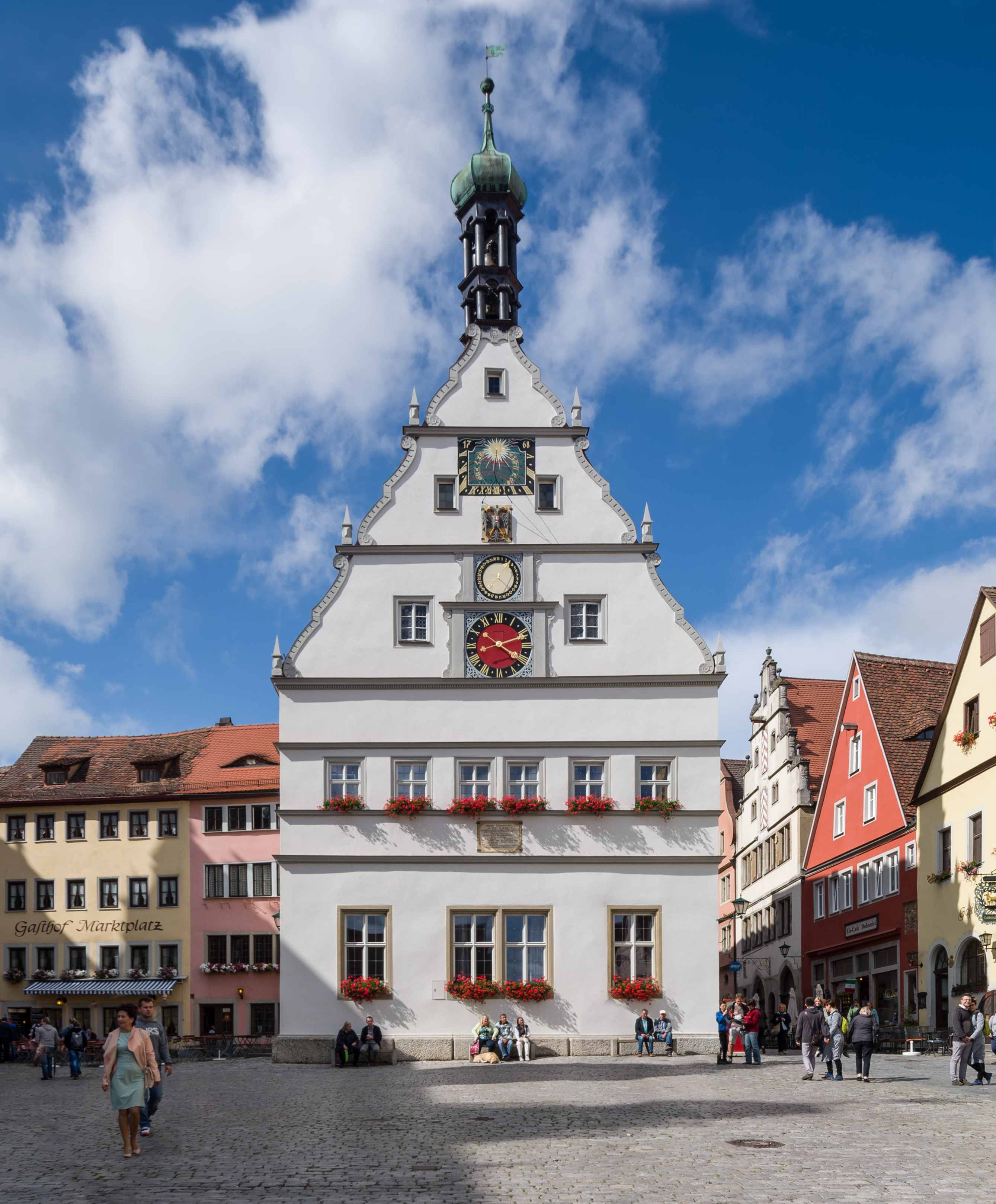
Die 1446 erbaute Ratstrinkstube, 2014

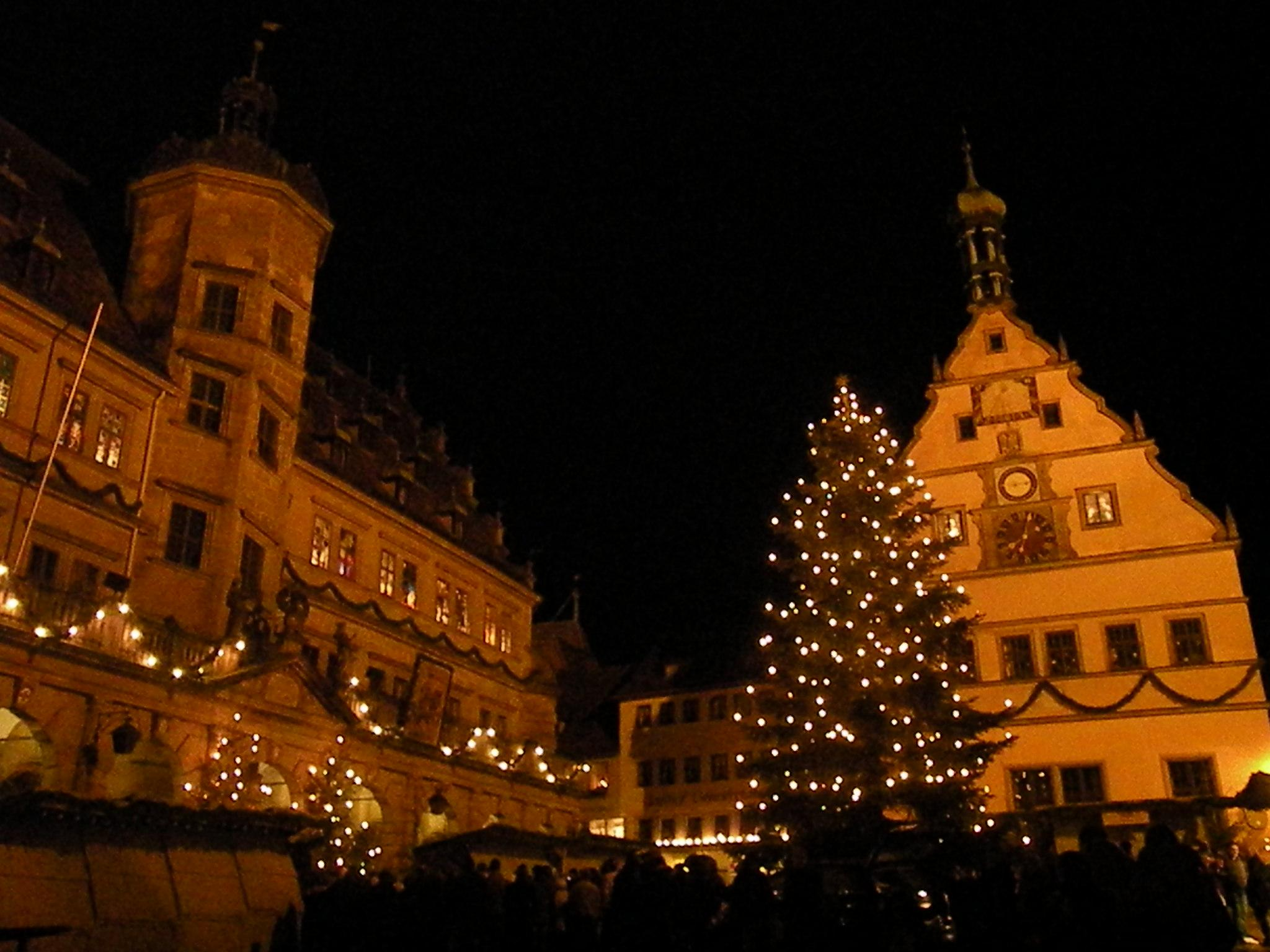
Rothenburger Reiterlesmarkt

- Das historische Festspiel „Der Meistertrunk“ zu Pfingsten
- Die Münzer von Rothenburg ob der Tauber
- Reichsstadttage
- Taubertal-Festival
- Weihnachtsmarkt „Reiterlesmarkt“
- Schäfertanz
- Kirchenmusik in St. Jakob
- Toppler-Theater
- Volksfest mit Krämermarkt
- Herbstmesse

### Sport

#### Sportvereine
Der TSV 2000 Rothenburg  bietet die Sportarten Basketball, Fußball, Handball, Volleyball, Judo, Kegeln, Leichtathletik, Schwerathletik, Skisport, Taekwondo, Tanzsport, Tischtennis, Turnen und Wandern an.

## Persönlichkeiten

### Söhne und Töchter der Stadt

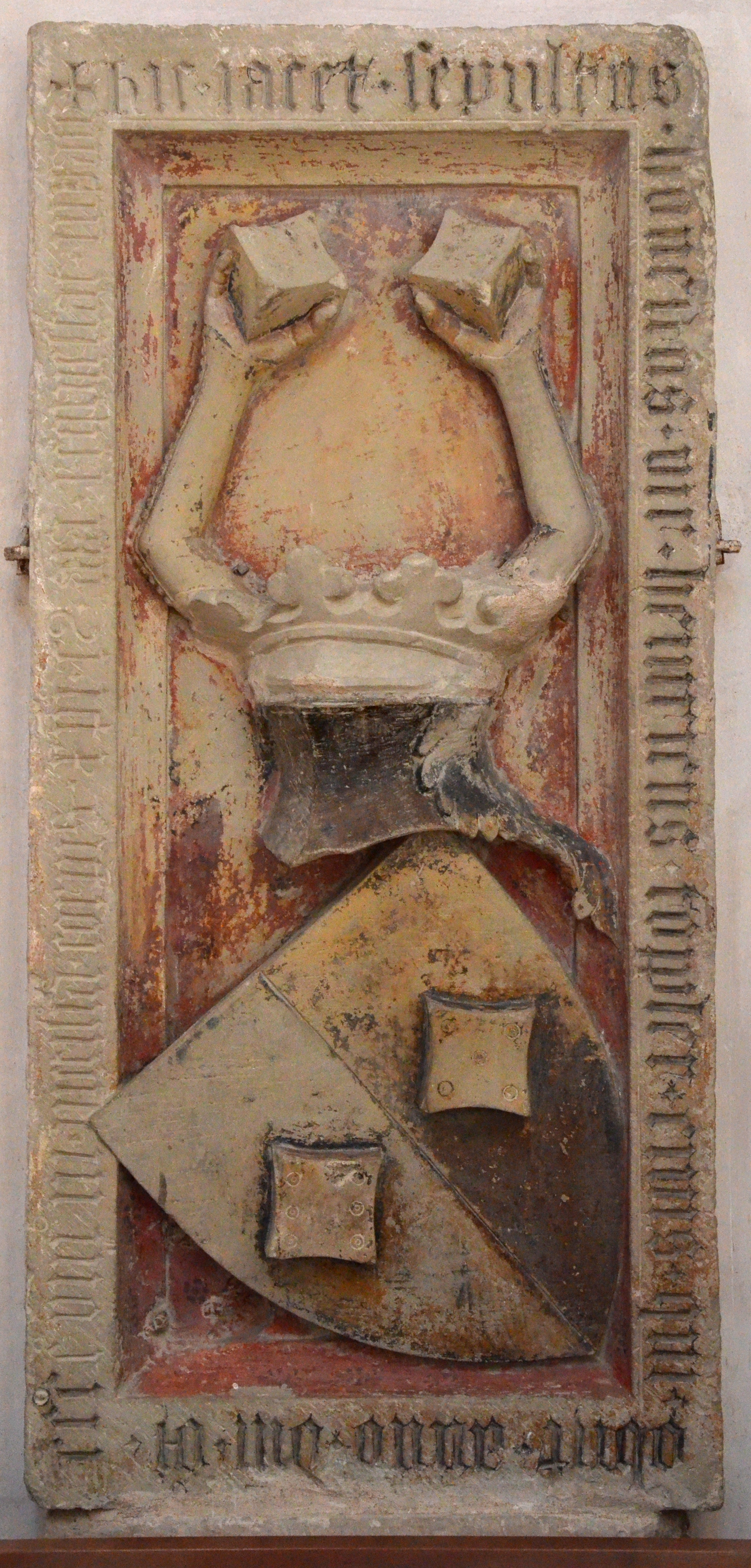
Der Grabstein Heinrich Topplers in St. Jakob

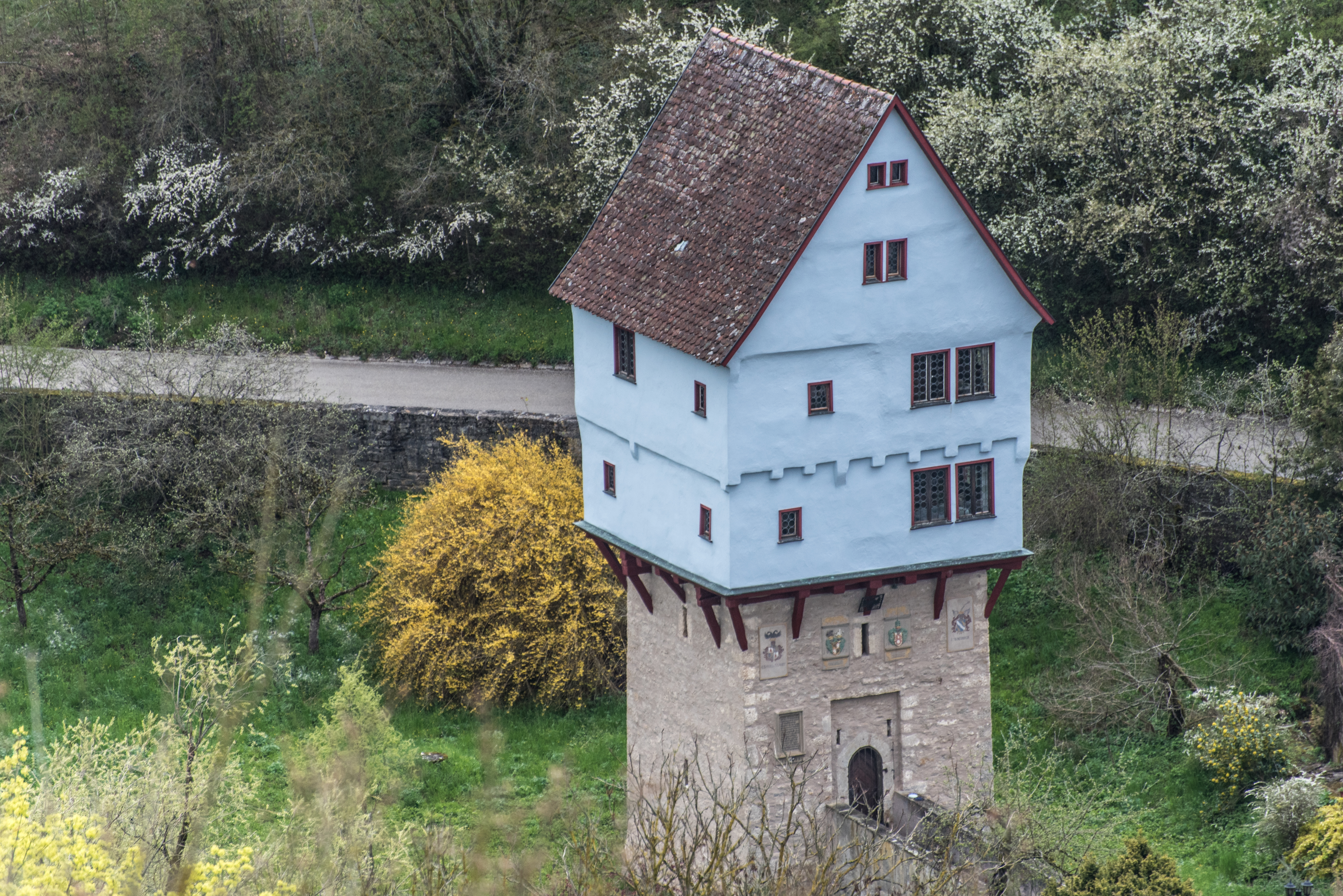
Topplerschlösschen

- Heinrich Toppler (um 1340–1408 in Rothenburg), Bürgermeister und Ratsherr
- Friedrich Herlin (um 1430–1500), Maler
- Johann Haller (1463–1525), Buchdrucker
- Petreius Aperbacchus (um 1480–1531), Humanist
- Valentin Ickelsamer (um 1500–1547), Pädagoge
- Hans Baumann (um 1510–1570), Buchdrucker und Chronist
- Georg Nusch (1588–1668), Bürgermeister und Protagonist im „Meistertrunk“
- Georg Conrad Jung (1612–1691), Drucker, Maler, Kupferstecher, Geograph und Kartograph
- Georg Christoph Schäfer (1629–1666), Jurist
- Johann Ludwig Hartmann (1640–1680), Theologe und Volksschriftsteller
- Johann Georg Joch (1676–1731), evangelischer Theologe
- Johannes Balthasar Wernher (1677–1743), Rechtswissenschaftler und Mathematiker
- Johann Adam Lehmus (1707–1788), evangelischer Pfarrer und Dichter
- Johann Georg Model (1711–1775), Apotheker am Zarenhof zu Sankt Petersburg
- Johann Augustin Philipp Gesner (1738–1801), Mediziner und Pionier bei der Erforschung der Aphasie
- Karl Georg Christian von Staudt (1798–1867), Mathematiker
- Georg Wilhelm Wanderer (1803–1863), Genre- und Porträt-Maler
- Gustav Kraus (1804–1852), Lithograph
- Friedrich Wilhelm Walther von Walderstötten (1805–1889), General der Infanterie und Kartograf
- Friedrich Lehmus (1806–1890), Pfarrer und Gründer einer der ersten Kinderbewahranstalten in Deutschland
- Franz von Leydig (1821–1908), Zoologe
- Ernst Leybold (1824–1907), Kaufmann und Unternehmer
- Gustav von Bezold (1828–1892), Reichsgerichtsrat
- Friedrich Bezold (1842–1908), HNO-Mediziner
- Fritz Birkmeyer (1848–1897), Zeichner, Maler, Glasmaler und Illustrator
- Leonhard Vogel (1863–1942), Veterinär
- Martin Weigel (1866–1943), evangelischer Stadtpfarrer in Rothenburg (1895–1921) und Nürnberg sowie Heimatforscher und Nationalsozialist[78]
- Franz Boll (1867–1924), Klassischer Philologe, Wissenschaftshistoriker und Bibliothekar
- Karl Linder (1880–?), Verwaltungsjurist, Bezirksamtmann und Ministerialbeamter
- Wilhelm Borkholder (1886–1945), Jurist und Oberbürgermeister von Ansbach
- Karl Gottfried Hahn (1887–1964), Jurist
- Willi Foerster (1892–1965), Maler
- Friedrich Uebelhoer (1893–1945), Politiker (NSDAP)
- Wilhelm Heer (1894–1961), Politiker (NSDAP), Mitglied des Reichstages
- Hans Kern (1898–1984), Fußballfunktionär, Manager und Politiker
- Karl Graf (1902–1986), Maler und Grafiker
- Heinz Wirsching (1904–2004), Landrat, Direktor und Aufsichtsratsvorsitzender der Bayerischen Landesbank
- Hans Böhme (1905–1982), Landschaftsmaler, Radierer und Zeichner
- Kurt Frör (1905–1980), evangelischer Geistlicher und Hochschullehrer
- Linus Memmel (1914–2004), Politiker (CSU), MdB
- Friedrich Heckmann (1925–?), Politiker (NPD), MdL Baden-Württemberg
- Helmut Bomhard (1930–2021), Bauingenieur
- Viktor Lukas (* 1931), Organist und Hochschullehrer
- Ulrich Fleischmann (1938–2011), Karibikforscher
- Christof Stählin (1942–2015), Schriftsteller, Liedermacher, Kabarettist
- Otto A. Böhmer (* 1949), Schriftsteller
- Horst F. Rupp (* 1949), evangelischer Theologe und Religionspädagoge
- Klaus Pohl (* 1952), Schauspieler, Theaterregisseur und Drehbuchautor
- Ruth Lindner (1954–2008), Klassische Archäologin
- Karl Borchardt (* 1956), Historiker
- Günter Röhser (* 1956), evangelischer Theologe und Hochschullehrer
- Thomas Jorberg (* 1957), Vorstandssprecher der GLS Gemeinschaftsbank
- Angela Christlieb (* 1965), Filmregisseurin und Videokünstlerin
- Christian Mittermeier (* 1965), Koch
- Markus Frenzl (* 1970), Designtheoretiker, Designkritiker und Hochschullehrer
- Noach Heckel (* 1971), Ordensgeistlicher und Kirchenrechtler
- Timo Wollmershäuser (* 1972), Wissenschaftler
- Nicole Schilling (* 1974), Generalstabsärztin, Bundesamt-Vizepräsidentin

### Mit Rothenburg verbundene Persönlichkeiten

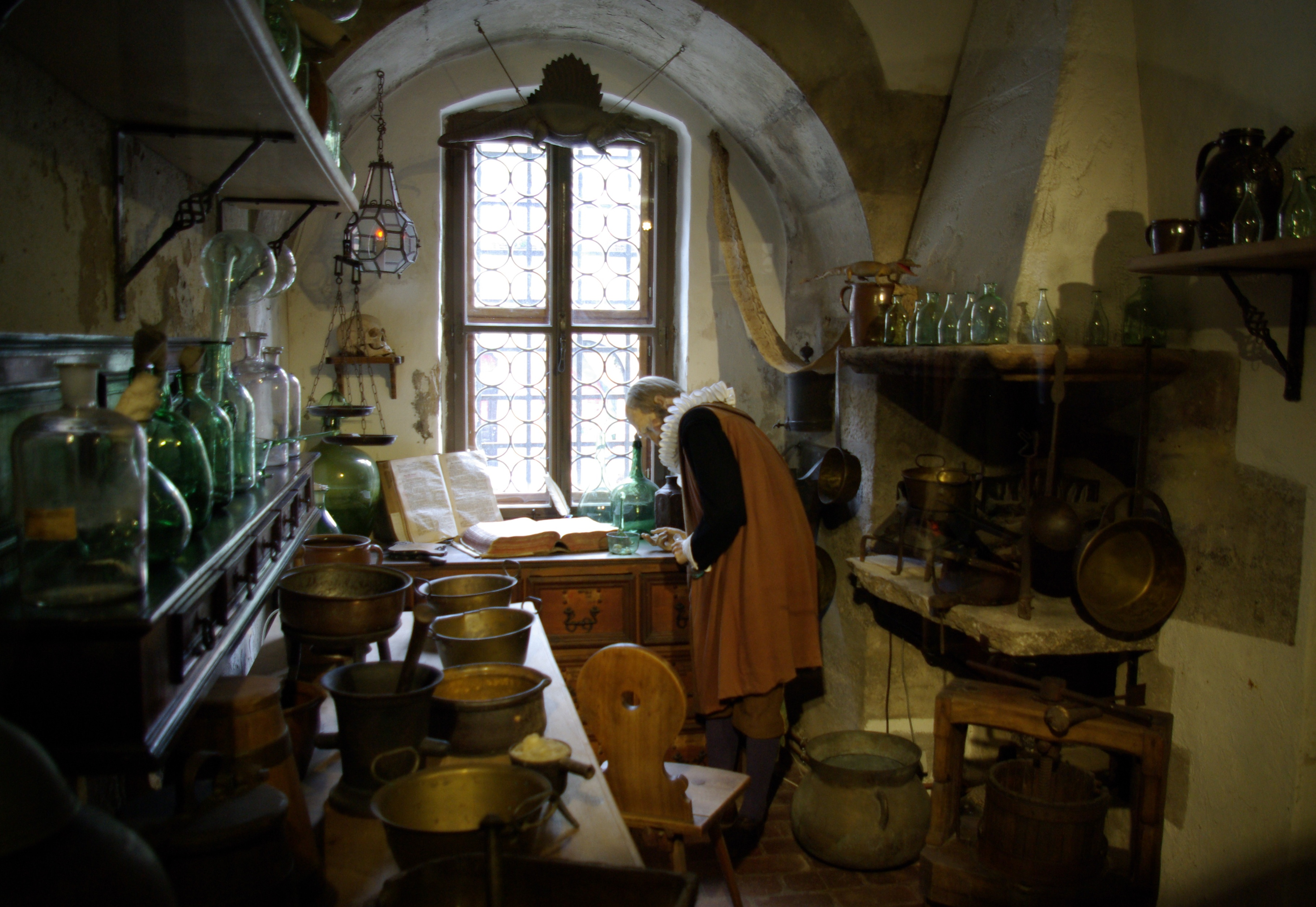
Nachbildung des Labors von Andreas Libavius im Historiengewölbe des Rathauses

- Meir von Rothenburg (1215–1293), berühmter Rabbiner und Talmudgelehrter
- Wilhelm Ziegler (um 1480–1543), Maler mit Rothenburger Bürgerrecht
- Johannes Teuschlein (1483–1525), Theologe und Reformator, enthauptet in Rothenburg im Bauernkrieg
- Johannes Böhm (1485–1534), Humanist und Mitglied des Deutschen Ordens
- Thomas Zweifel († 1540), ab 1511 Rats- und Stadtschreiber von Rothenburg, Zweifel verfasste eine Quellenchronik des Bauernkriegs.
- Andreas Bodenstein (Karlstadt) (1486–1541), Theologe und Priester, Hochschullehrer sowie Reformator
- Thomas Venatorius (1488–1551), Mathematiker und Theologe. Er half 1544 bei der Wiedereinführung der Reformation in Rothenburg.
- Primož Trubar (1508–1586), Theologe und Diakon in Rothenburg von 1548 bis 1552, gilt als Begründer des slowenischen Schrifttums wie auch der evangelischen Kirche in Slowenien und wird der Luther Sloweniens genannt.
- Andreas Libavius (1555–1616), Chemiker, Universalgelehrter
- Erasmus Widmann (1572–1634), Komponist und Organist
- Georg Siegmund Leyser (1662–1708), Orgelbauer, schuf z. B. die barocke Orgel in St. Andreas (Leuzenbronn)
- Franz Vollrath Buttstedt (1735–1814), Komponist und Organist
- Johann Michael Schiller (1763–1825), Apotheker, Chemiker und Lehrer. Gründer der Marienapotheke
- Elise Mahler (1856–1924), Malerin und Grafikerin. Mahler hatte mit Maria Ressel einen Kunstladen in der Georgengasse.
- Peter Philippi (1866–1945), Maler. Mitbegründer des Rothenburger Künstlerbundes
- Ludwig Siebert (1874–1942), Politiker, 1908 bis 1919 Bürgermeister in Rothenburg, später als NSDAP-Mitglied bayerischer Finanzminister und dann Ministerpräsident, SA-Gruppenführer; in Rothenburg war bis 2015 eine Straße nach ihm benannt
- Johann Peter Werth (1876–1960), Maler, Grafiker und Illustrator, lebte und arbeitete von 1945 bis 1960 in Rothenburg
- Maria Ressel (1877–1945), Malerin, Grafikerin und Illustratorin, lebte und arbeitet von 1896 bis 1912 in Rothenburg
- Constantin von Mitschke-Collande (1884–1956), Maler, Holzschneider und Lithograf, lebte und arbeitet von 1945 bis 1952 in Rothenburg. War Mitglied des Rothenburger Künstlerbundes.
- Adolf Meyer (1895–1966), Gemeinderat in Wilhermsdorf, NSDAP-Kreisleiter in Neustadt an der Aisch und von 1937 bis 1945 Schulrat in Rothenburg.[79]
- Franz Bi, gebürtig als Franz Bartlakowski (1899–1968), Architekt und Filmarchitekt
- Ernst Unbehauen (1899–1980), Maler und Volksschullehrer, wirkte überwiegend in Rothenburg
- Rolf Trexler (1907–1985), Puppenspieler; leitete in Rothenburg das international bekannte Figurentheater Der Lustigmacher
- Sadie Walker († kurz nach dem Zweiten Weltkrieg), US-amerikanische Konzertgeigerin und Fritz-Kreisler-Schülerin, lebte ab 1932 in den Rebbergen zwischen Rothenburg und Detwang[80][81]
- Hans Karl Adam (1915–2000), Fernsehkoch
- Bernhard Doerdelmann (1930–1988), Verlagsdirektor und Lyriker
- Papst Franziskus (Jorge Mario Bergoglio) (1936–2025), lebte von August bis Oktober 1986 in Rothenburg in der Judengasse[82]
- Konrad Bedal (* 1944), Bauhistoriker und Kunsthistoriker, Stadtheimatpfleger von Rothenburg ob der Tauber
- Wolf Stegemann (* 1944), Journalist, Buchautor und Lyriker

## Rezeption
Der Journalist und Kulturhistoriker Wilhelm Heinrich Riehl gilt als „Wiederentdecker“ Rothenburgs im 19. Jahrhundert. Zahlreiche Artikel in der Gartenlaube, der Illustrirten Zeitung und in den Grenzboten verbreiteten lithografierte Illustrationen des Stadtbildes, die bald über Deutschland hinaus bis nach Großbritannien und in die USA wirkten und Städte wie Rothenburg, Nürnberg oder Heidelberg zu Idealbildern des deutschen Mittelalters werden ließen. Diesen Gedanken schloss sich die Heimatbewegung des Ernst Rudorff an. Architekten und Stadtplaner erhoben Rothenburg um 1900, neben italienischen Städten, zum Ideal einer „malerischen Architektur“, darunter Camillo Sitte und Karl Henrici. Die Rezeption von Sittes Städtebau durch den englischen Architekten und Stadtplaner Raymond Unwin führte bei der Anlage von dessen Hampstead Garden Suburb in London zu Zitaten des Rothenburger Stadtbildes, etwa der Great Wall with its Germanic Towers nach dem Vorbild der Rothenburger Stadtmauer und einzelner Gebäude mit ihren Dachformen, Arkaden, Treppenaufgängen, Türmen und Fensterformen, aber auch der Anlage von Straßenzügen, Plätzen und städtischem Grün. Die ab 1909 von Richard Riemerschmid entworfene Gartenstadt Hellerau bei Dresden nahm Motive aus Rothenburg auf. Die ikonische Ensemblewirkung von Stadt und Landschaft wirkte auch auf moderne Theorien malerischen Städtebaus, die dem romantischen Ideal des Picturesque folgen, etwa bei Nikolaus Pevsner.
Als „Schwester Rothenburgs“ gilt das nahe, ebenfalls an der Romantischen Straße gelegene Dinkelsbühl. Als Bayerisches Rothenburg wird die oberbayerische Kreisstadt Landsberg am Lech aufgrund ihrer mit Rothenburg ob der Tauber vergleichbar gut erhaltenen, mittelalterlichen Bausubstanz bezeichnet. Beilstein an der Mosel nennt sich Miniatur-Rothenburg. Der seit November 2013 nicht mehr selbständige Ort Hornburg in Niedersachsen wird aufgrund seiner Fachwerkhäuser mitunter als Rothenburg des Nordens bezeichnet, historisch wurde dieser Begriff bis zur Zerstörung 1945 auch für die mecklenburgische Stadt Neubrandenburg mit ihrer nahezu vollständig erhaltenen Stadtmauer und vier gotischen Stadttoren verwendet. Auch das anhaltinische Zerbst wurde bis zu seiner Zerstörung 1945 mit diesem Titel beziehungsweise mit dem des mitteldeutschen Rothenburgs bedacht. Der kleine Südtiroler Ort Glurns nennt sich gerne Das Rothenburg Südtirols. Dank seines gut erhaltenen Ortskernes mit seinen zahlreichen Fachwerkhäusern wird die im Kreis Steinfurt gelegene Stadt Tecklenburg manchmal als westfälisches Rothenburg apostrophiert. Bis zu ihrer schweren Zerstörung 1945 und dem Verlust der Zugehörigkeit zu Deutschland wurden die Städte Pyritz und Preußisch Holland als pommersches oder ostpreußisches Rothenburg bezeichnet. Herborn in Hessen wird auch nassauisches Rothenburg genannt.
Im europäischen Kontext werden die in Frankreich gelegenen Orte Cité von Carcassonne, Le Mont-Saint-Michel und Riquewihr (Reichenweier), sowie das tschechische Český Krumlov (Krumau), das kroatische Dubrovnik (Ragusa) und das portugiesische Évora mit Rothenburg ob der Tauber als „Bilderbuchstädte Europas“ verglichen.
2006 veröffentlichte die Band Blackmore’s Night ein Album namens Winter Carols mit weihnachtlichen Liedern, auf dem Cover des Albums ist ein Gemälde der winterlichen Stadt Rothenburg ob der Tauber zu sehen.

## Rothenburg als Filmkulisse
In der Altstadt von Rothenburg wurden zahlreiche Filme gedreht, darunter:
- 1915: Robert und Bertram, Stummfilm von Max Mack
- 1940: Die Darstellung des Heimatdorfes des Titelhelden in Walt Disneys Pinocchio ist Rothenburg nachempfunden.
- 1944: Das kleine Hofkonzert mit Elfie Mayerhofer und Hans Nielsen – Deutschland
- 1951: Entscheidung vor Morgengrauen mit Oskar Werner und u. a. Hildegard Knef, O.E. Hasse, Gert Fröbe und Klaus Kinski – USA
- 1953: Martin Luther mit Niall MacGinnis, John Ruddock und Pierre Lefevre. Oscar-Nominierung 1954
- 1956: Die Christel von der Post mit Hardy Krüger, Paul Hörbiger und Claus Biederstaedt
- 1959: Der blaue Engel (The Blue Angel) mit Curd Jürgens und May Britt – USA
- 1960: Gustav Adolfs Page mit Liselotte Pulver und Curd Jürgens – Deutschland
- 1962: Die wundervolle Welt der Brüder Grimm (The Wonderful World of the Brothers Grimm) mit Karlheinz Böhm – USA
- 1967: Die Schlangengrube und das Pendel mit Karin Dor und Lex Barker – Deutschland
- 1968: Tschitti Tschitti Bäng Bäng mit Dick Van Dyke – UK/USA
- 1971: Zwanzig Mädchen und die Pauker: Heute steht die Penne kopf – Deutschland
- 1972: Der Rattenfänger von Hameln (Großbritannien)
- 1975: Royal Flash mit Malcolm McDowell und Alan Bates – England, Deutschland
- 1976: Die Elixiere des Teufels mit Dieter Laser
- 1983: Der Trotzkopf
- 1993: Kaspar Hauser
- 1995: The Beast Within: A Gabriel Knight Mystery – USA
- 2008: Der Brief für den König

Für Harry Potter und die Heiligtümer des Todes – Teil 1 wurden Luftaufnahmen der Stadt angefertigt, jedoch im Film nicht verwendet.